# Liste der Straßen und Plätze in Berlin-Dahlem

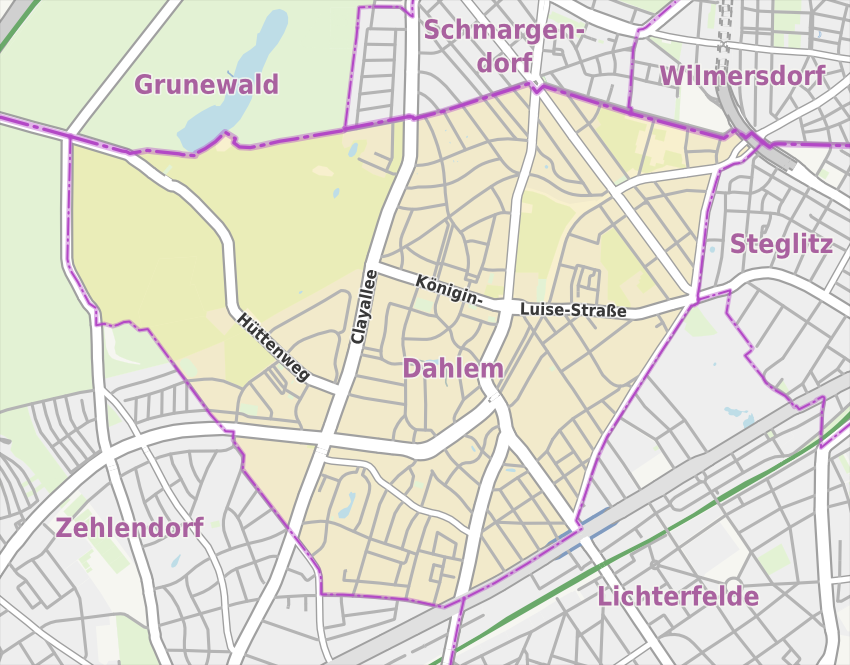
Übersichtskarte von Berlin-Dahlem

Die Liste der Straßen und Plätze in Berlin-Dahlem beschreibt das Straßensystem im Berliner Ortsteil Dahlem mit den entsprechenden historischen Bezügen. Gleichzeitig ist diese Zusammenstellung ein Teil der Listen aller Berliner Straßen und Plätze.

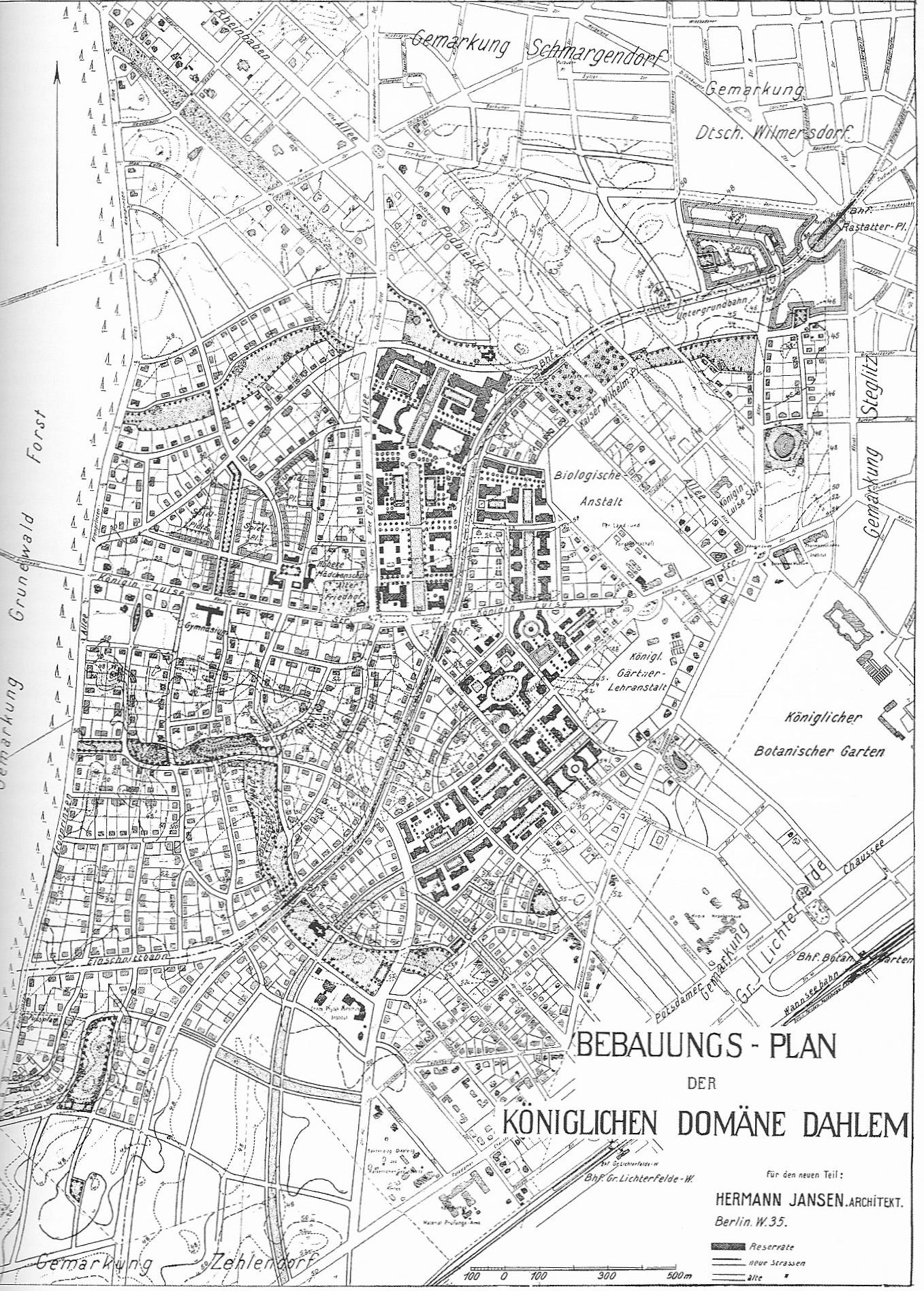
Bebauungsplan der Domäne Dahlem von 1911

## Überblick
Der Ortsteil wird – im Norden beginnend – im Uhrzeigersinn folgendermaßen begrenzt: Lentzeallee, Breitenbachplatz, Englerallee, Altensteinstraße, Unter den Eichen, Schützallee, Sundgauer Straße, Waltraudstraße, Holzungsweg, Onkel-Tom-Straße, Hüttenweg, Weg zum Jagdschloss Grunewald, Pücklerstraße, Platz am Wilden Eber.
Das Dorf Dahlem gehörte ritterlichen Grundherren und gelangte 1841 an den preußischen Domänenfiskus. Am 25. März 1901 trat das Gesetz zur Aufteilung des Domänengeländes in Kraft, für dessen Umsetzung die Königliche Kommission zur Aufteilung der Domäne Dahlem zuständig war. Dahlem wurde als Villenvorort erschlossen. Die Straßenstruktur lässt sich in Dahlem auf drei Standortkomplexe verteilen.
- Domäne Dahlem: das ursprüngliche Gebiet zwischen Pacelliallee, Königin-Luise-Straße und der Trasse der Einschnittbahn.
- US-Housing-Area: die ehemaligen Siedlungen für US-Militärangehörige mit der (inzwischen abgerissenen) Truman Plaza und dem General Lucius D. Clay Headquarters zu beiden Seiten der Clayallee.
- Wissenschaftsstandort („Deutsches Oxford“): der Campus der FU mit weiteren wissenschaftlichen Institutionen, der sich von der Garystraße über die Thielallee zur Königin-Luise-Straße und Altensteinstraße erstreckt.

Die wichtigsten Ost-West-Verbindungen sind die Königin-Luise-Straße, die durch den alten Dorfkern führt, der Hüttenweg und der Straßenzug Argentinische Allee–Saargemünder Straße–Brümmerstraße.
Die wichtigsten Nord-Süd-Verbindungen sind die Clayallee, die Pacelli-/Thielallee, die Podbielskiallee und die Englerallee/Altensteinstraße. Im Straßenentwicklungsplan sind Altensteinstraße, Argentinische Allee, Clayallee, Dillenburger Straße, Englerallee, 100 Meter der Habelschwerdter Allee, Königin-Luise-Straße und 100 Meter der Schorlemerallee als übergeordnete aufgeführt. Im Weiteren sind die Habelschwerdter Allee im restlichen Abschnitt, 2460 Meter des Hüttenwegs, und die Pacelli-, Podbielski- und Thielallee als regionale Straßenverbindungen eingeordnet. Als Ergänzungsstraßen werden Archivstraße, Brümmerstraße, Fabeckstraße (150 Meter), Garystraße, Ihnestraße (390 Meter), Löhleinstraße (außer 50 Meter Parallelfahrbahn), Saargemünder Straße und der restliche Abschnitt der Schorlemerallee geführt.
Dahlem hat 16.874 Einwohner (Stand: 31. Dezember 2023) und umfasst die Postleitzahlenbereiche 14169 und 14195.

## Übersicht der Straßen und Plätze
Die nachfolgende Tabelle gibt eine Übersicht über die vorhandenen Straßen und Plätze im Ortsteil sowie einige dazugehörige Informationen.
- Name/Lage: aktuelle Bezeichnung der Straße oder des Platzes. Über den Link Lage kann die Straße oder der Platz auf verschiedenen Kartendiensten angezeigt werden. Die Geoposition gibt die Lage der ungefähren Mitte der Straßenlänge an.
- Im amtlichen Straßenverzeichnis nicht aufgeführte Verkehrswege sind mit * gekennzeichnet.
- Ehemalige oder nicht mehr gültige Straßennamen sind kursiv gesetzt. Für bedeutende ehemalige Straßen oder historische Straßennamen ist gegebenenfalls eine gesonderte Liste vorhanden.
- Länge/Maße in Metern:
Die in der Übersicht enthaltenen Längenangaben sind  gerundete Übersichtswerte, die in Google Earth mit dem dortigen Maßstab ermittelt wurden. Sie dienen Vergleichszwecken und werden, sofern amtliche Werte bekannt sind, ausgetauscht und gesondert gekennzeichnet.
Bei Plätzen sind die Maße in der Form a × b für rechteckige Anlagen und für (ungefähr) dreieckige Anlagen als a × b × c mit a als längster Seite angegeben.
Sofern die Straße auch in benachbarte Ortsteile weiterführt, gibt der Zusatz ‚im Ortsteil‘ an, wie lang der Straßenabschnitt innerhalb des Ortsteils dieses Artikels ist.
- Namensherkunft: Ursprung oder Bezug des Namens.
- Anmerkungen: weitere Informationen über anliegende Baudenkmale oder Institutionen, die Geschichte der Straße und historische Bezeichnungen.
- Bild: Foto der Straße oder eines anliegenden Objektes.

| Name/Lage                     | Länge/Maße (in Metern) | Namensherkunft | Datum der Benennung | Anmerkungen | Bild |
| ----------------------------- | --- | --- | --- | --- | --- |
| Albrecht-Thaer-Weg (Lage)     | 0380 | Albrecht Daniel Thaer (1752–1828), Begründer der modernen Agrarwissenschaften                                                                                 | 30. Jan. 1923 | Sie wurde um 1920 als privater Verbindungsweg im Universitätsviertel von Dahlem angelegt. Die Straße verbindet die Lentzeallee mit der Schorlemerallee. Hier liegen die Gebäude der Landwirtschaftlichen Hochschule, die heute von verschiedenen Instituten der HU, FU und TU benutzt werden. | Albrecht-Thaer-Weg |
| Altensteinstraße (Lage)       | 1500 | Karl vom Stein zum Altenstein (1770–1840), preußischer Politiker                                                                                              | 2. Mai 1905 | Von 1901 bis 1905 Altensteinallee. Der Baubeginn erfolgte 1901. Die Straße wurde durch die Kommission zur Aufteilung der Domäne Dahlem 1902 weitergebaut und 1911 fertiggestellt. Bis 1. April 1938 gehörte sie zu Dahlem. Sie verbindet die Königin-Luise-Straße mit der Habelschwerdter Allee und bildet die Grenze zum Ortsteil Lichterfelde. Hier liegt die „Königliche Gartenakademie“. In der Nr. 48 lebte von 1928 bis 1944 der Nobelpreisträger Otto Hahn. Am Haus ist eine Gedenktafel angebracht. In der Nr. 2 lebte der Mitbegründer des Botanischen Gartens Adolf Engler, in Nr. 19 der spätere Generalfeldmarschall Friedrich Paulus, in der Schlacht von Stalingrad Oberbefehlshaber der 6. Armee. | Königliche Gartenakademie · Institut für Pflanzenphysiologie                                                                                          |
| Altkircher Straße (Lage)      | 070 | Altkirch, Stadt im Département Haut-Rhin in der Region Elsass                                                                                                 | 16. Aug. 1928 | Vorher Straße 403. Die kurze Erschließungsstraße wurde 1927 auf Kosten des Landesfinanzamtes zum Bau der Thielecksiedlung erschlossen und gebaut. | Altkircher Straße |
| Am Anger (Lage)               | 0160 | Anger, grasbewachsenes Land oder einen Dorfplatz in Gemeinbesitz, der von allen Bewohnern der Stadt oder des Dorfes genutzt werden kann                       | 24. Okt. 1922 | Sie wurde als Straße 70 angelegt und verbindet die Thielallee mit der Straße Im Schwarzen Grund. In der Nr. 3 wohnte der Schauspieler Albrecht Schoenhals. | Am Anger |
| Am Erlenbusch (Lage)          | 0400 | Erlen, Pflanzengattung in der Familie der Birkengewächse | um 1912 | Die Straße wurde von den Anliegern gebaut und von der Gemeinde am 1. Oktober 1920 als Gemeindestraßenland übernommen. Die Häuser Nr. 14a von Walter Gropius und 24 sind gelistete Baudenkmale. Sie verläuft zwischen Schweinfurthstraße und Englerallee. | Einfamilienhaus Am Erlenbusch 14a |
| Am Hegewinkel (Lage)          | 0350 (im Ortsteil) | Hegewinkel, Flurbezeichnung, die vermehrt von Wild aufgesucht wird                                                                                            | 4. Aug. 1930 | Sie wurde im Ortsteil Zehlendorf als Straße F um 1928/1929 von der Zehlendorf-Grunewald AG im Jägerviertel angelegt und verlief zunächst nur dort, von der Riemeisterstraße bis zum Holzungsweg. Die Straße wurde um 1955 in den Ortsteil Dahlem bis zur Straße Am Waldfriedhof verlängert, um an der Südseite eine Siedlung für US-Militärangehörige zu errichten. An der Nordseite entstand von 1964 (Baubeginn) bis 1965 (Eröffnung) ein Schulgebäude für die bis 1994 bestehende Berlin American High School. 1994 wurde dort die erste Gesamtschule im Bezirk Zehlendorf eingerichtet, seit 2000 unter dem Namen Wilma-Rudolph-Oberschule. | Am Hegewinkel |
| Am Hirschsprung (Lage)        | 1000 | Hirschsprung, Begriff aus der Jägersprache. Der Name soll sich auf einen Einsprunggraben für Wild am Rande des Grunewalds beziehen                            | um 1912 | Der Verkehrsweg entstand um 1912 bei der Bebauung des Gebietes und führt von der Pücklerstraße zur Straße Im Gehege. Die Häuser Bernhard, Am Hirschsprung 22, Am Hirschsprung 50a, und Am Hirschsprung 35 sind gelistete Baudenkmale. In der Nr. 44–46 wohnte Reichsbauernführer Walter Darré, in der Nr. 13 der erste Rektor der FU Friedrich Meinecke, in Nr. 14 der Präsident des Preußischen Statistischen Landesamtes Konrad Saenger, in Nr. 63–65 der Stabschef der SA Viktor Lutze und in der Nr. 35 Landesbischof Kurt Scharf. | Am Hirschsprung |
| Am Petersberg (Lage)          | 0190 | Petersberg, einer der Berge des Siebengebirges bei Bonn | 27. Dez. 1999 | Die Straße erschließt die in den Jahren 1988 bis 1999 entstandene Niedrigenergiesiedlung Zehlendorf. Zuvor befanden sich hier bis 1994 die Turner Barracks mit der 6th Battalion, 40th Armored Regiment (Panzerbataillon) der Berlin Brigade. | Am Petersberg |
| Am Schülerheim (Lage)         | 0430 | nach dem Schülerheim des Arndt-Gymnasiums | 24. Okt. 1922 | Sie entstand als Straße 73 des Bebauungsplans und verläuft von der Bitterstraße bis zur Clayallee, zwischen Clayallee und Föhrenweg nur als Fußweg. In der Nr. 6 lebte der Schauspieler Carl Raddatz. | Am Schülerheim |
| Am Waldfriedhof (Lage)        | 0560 | nach dem hier liegenden Waldfriedhof Dahlem | 27. März 1953 | Die Straße verläuft vom Hüttenweg zur Argentinischen Allee und wird seit 1970 von einer Buslinie der BVG befahren, die am Waldfriedhof endet (heute Linie 285). Das erste anliegende Grundstück entstand 1912, damals mitten im Wald, als der Berliner Hockey-Klub eine Fläche für Hockey- und Tennisplätze pachtete (heute Hüttenweg 45). Zwischen dieser und dem 1933 angelegten Waldfriedhof gab es bereits 1928 einen breiten Waldweg, der 1953 als Straße ausgebaut wurde. Dort wurden Wohnungen für US-Militärangehörige gebaut, zunächst östlich im Bereich Pritchardstraße und Stewardstraße, um 1955 auch westlich im Bereich Am Hegewinkel. Von dem seit 1912 genutzten Grundstück, zu Zeiten von West-Berlin US-amerikanischer Sportplatz sowie Teil-Standort des Deutsch-Amerikanischen Volksfestes, wurde 1999 etwa die Hälfte für das Wohngebiet Lohrberg-, Löwenburg- und Wolkenburgweg abgetrennt. | Am Waldfriedhof |
| Amselstraße (Lage)            | 0270 (im Ortsteil) | Amsel, die häufigste Drosselart in Europa | 1912 | Die Straße wurde zwischen 1910 und 1919 von der Kommission zur Aufteilung der Domäne Dahlem in zwei Bauabschnitten angelegt. Der erste Abschnitt entstand 1910 zwischen Kronprinzenallee (seit 1949 Clayallee) und Pücklerstraße, 1919 erfolgte die Verlängerung bis Dohnenstieg. Der nördliche Abschnitt der Straße verläuft in Schmargendorf. Das Einfamilienhaus Nr. 22/24 von 1959 ist ein gelistetes Baudenkmal. | Amselstraße |
| Archivstraße (Lage)           | 0840 | Geheimes Preußisches Staatsarchiv | 1. Mai 1916 | Die Straße wurde durch die Kommission zur Aufteilung der Domäne Dahlem zwischen 1910 und 1919 in zwei Bauabschnitten als Straße 35b angelegt. Das namensgebende Geheime Preußische Staatsarchiv entstand 1915–1923 und ist ein gelistetes Baudenkmal. Sie verläuft entlang des Einschnitts der U3 von der Königin-Luise-Straße zur Podbielskiallee. | Archivstraße, Archivgebäude |
| Argentinische Allee (Lage)    | 0620 (im Ortsteil) | Argentinien, Republik im Süden Südamerikas | 26. Jan. 1934 | Bereits 1895 führte sie als Linden Allee und Grunewald Allee von der Potsdamer Chaussee bis zur Alsen Straße, seit 1933 Fischerhüttenstraße. Ihren Verlauf erhielt sie mit dem Bau der Siedlungen Onkel Toms Hütte und der Verlängerung der U3 in den 1920er und 1930er Jahren. Sie führt vom Mexikoplatz zur Clayallee. Zu Dahlem gehört nur der Teil zwischen Clayallee und Holzungsweg. | Argentinische Allee |
| Arnimallee (Lage)             | 0580 | Johann Friedrich Bernd von Arnim (1850–1939), preußischer Staats- und Landwirtschaftsminister                                                                 | vor 1911 | Von 1908 bis 1911 hieß sie Arnimstraße. Sie führt von der Königin-Luise-Straße bis zur Fabeckstraße. Das ‚Haus Hecht‘ (Carl Hecht, Preußischer Minister), Nr. 8 und das ‚Haus Auhagen‘ (Otto Auhagen, Diplomat), Nr. 12 sind gelistete Baudenkmale, ebenso wie das 1914–1925 entstandene Museum für Völkerkunde. In Nr. 17 wohnte der Schauspieler Paul Albert Krumm, in der Nr. 16–18 der Sänger Marcel Wittrisch. | Arnimallee |
| Auf dem Grat (Lage)           | 0790 | Grat, Bergrücken mit nach beiden Seiten abfallenden Hängen. Die Herkunft ist nicht eindeutig geklärt                                                          | 24. Okt. 1922 | Sie wurden als Straße 75 und 72b nach Bauplänen der Kommission zur Aufteilung der Domäne Dahlem vom 20. Oktober 1911 in den Jahren 1919/1920 angelegt. Auf dem Grat verbindet die Clayallee mit der Gelfertstraße. Die Häuser 26, 35, 38 und 50 sind gelistete Baudenkmale. Die Nr. 14 bewohnte Erich Koch-Weser, Justizminister der Weimarer Republik, die Nr. 1 Generaloberst Alfred Jodl, die Nr. 50 der Direktor der Kaiser-Wilhelm-Gesellschaft Ernst Telschow. | Auf dem Grat |
| Bachstelzenweg (Lage)         | 0530 | Bachstelze, Singvogelart aus der Familie der Stelzen und Pieper                                                                                               | 24. Okt. 1922 | Sie wurde als Straße 62 in zwei Abschnitten – von 1919 bis 1920 und von 1926 bis 1927 – von der Kommission zur Aufteilung der Domäne Dahlem angelegt. Das Haus Nr. 18 ist ein gelistetes Baudenkmal. Im Bachstelzenweg 16 lebte von 1952 bis 1954 John Kerry, sein Vater Richard Kerry war in dieser Zeit Diplomat beim US-Hochkommissariat in Berlin tätig. In der Nr. 16 der Vize-Polizeipräsident Bernhard Weiß. | Bachstelzenweg |
| Balbronner Straße (Lage)      | 0320 | Balbronn, Gemeinde im Arrondissement Molsheim des Départements Bas-Rhin                                                                                       | 31. Aug. 1937 | Sie wurde Mitte der 1930er Jahre von der Grunewald AG als Straße 523 des Bebauungsplans angelegt. Es wurden mehrere Straßen in Zehlendorf und Dahlem nach Orten in Elsaß-Lothringen benannt, da das Gebiet nach dem Versailler Vertrag an Frankreich zurückgegeben wurde. | Balbronner Straße |
| Berliner Straße (Lage)        | 0110 | Verbindungsstraße zwischen Potsdam und Alt-Berlin | vor 1878 | Die Straße ist Teil der Verbindung von Berlin nach Potsdam. Zu Dahlem gehören lediglich die Grundstücke zwischen Thielallee und Schützallee mit der Thielecksiedlung. | Berliner Straße |
| Bernadottestraße (Lage)       | 0810 (im Ortsteil) | Folke Bernadotte (1895–1948), schwedischer Offizier und Philanthrop                                                                                           | 6. Feb. 1958 | Die vorherigen Namen waren Parkstraße (vor 1910–1934) und Helfferichstraße (1934–1958). Teile der Straße verlaufen in den Ortsteilen Grunewald und Schmargendorf. Die Benennung 1958 erfolgte anlässlich des zehnten Todestages Bernadottes. In der Nr. 90–92 befindet sich das Rudolf-Steiner-Haus der Anthroposophischen Gesellschaft in Deutschland e. V. Das Landhaus Neuhaus aus dem Jahr 1906 von Hermann Muthesius, die Wohnhausgruppe Bernadottestraße 94–96 und die Villa Drimborn, nun das Corpshaus der Marchia, sind gelistete Baudenkmale. Die Straße beginnt in Grunewald, überquert die Clayallee in Schmargendorf und erreicht an der Pücklerstraße Dahlem, wo sie in die Miquelstraße mündet. Im Haus 86 lebte der Bildhauer Hermann Hosaeus, in Nr. 74 die Schauspielerin Henny Porten. | Bernadottestraße |
| Bitscher Straße (Lage)        | 0210 | Bitsch (fr.: Bitche), Kleinstadt im französischen Département Moselle in Lothringen                                                                           | 16. Aug. 1928 | Sie entstand als Straße 77 des Bebauungsplans und wurde Anfang der 1920er Jahre von der Gemeinde angelegt. Sie verbindet die Saargemünder Straße mit der Gelfertstraße. Das Haus Diercks ist ein gelistetes Baudenkmal. Die Straße liegt im Lothringer Viertel. | Studentenwohnheim Salvador-Allende |
| Bitterstraße (Lage)           | 0610 | Karl Hermann Bitter (1813–1885), Staatsmann und Musikschriftsteller                                                                                           | 1916 | Sie wurde zwischen 1915 und 1916 von der Kommission zur Aufteilung der Domäne Dahlem angelegt und verläuft von der Königin-Luise-Straße zur Thielallee. Das Haus Dr. Huth wurde für Enno Walther Huth, dem Besitzer der Albatros Flugzeugwerke, von Heinrich Straumer erbaut. Heute gehört es Patrick Alexander Graf von Faber-Castell. Weiterhin sind das ‚Haus Schlick‘ Nr. 14 und das Haus Nr. 21 gelistete Baudenkmale. In der Nr. 3 lebten der ehemalige Bundespräsident Richard von Weizsäcker und sein Bruder Carl Friedrich von Weizsäcker, in der Nr. 14 Großadmiral Karl Dönitz, in der Nr. 22 die Schauspieler Walter Gross und Hubert von Meyerinck. | Bitterstraße |
| Boetticherstraße (Lage)       | 0340 | Karl Heinrich von Boetticher (1833–1907), preußischer Staatsminister, Oberpräsident der Provinz Sachsen                                                       | 2. Mai 1905 | Die Straße im Universitätsviertel wurde zwischen 1902 und 1904 von der Kommission zur Aufteilung der Domäne Dahlem angelegt und verläuft zwischen Thielallee und Unter den Eichen. Im Haus Nr. 15c wohnte der Lyriker Stefan George. | Boetticherstraße |
| Boltzmannstraße (Lage)        | 0500 | Ludwig Boltzmann (1844–1906), österreichischer Physiker und Philosoph                                                                                         | 16. Aug. 1928 | Sie wurde als Straße 4 des Bebauungsplans 1913/1914 von der Kommission zur Aufteilung der Domäne Dahlem im Universitätsviertel angelegt. Sie führt von der Leichhardtstraße zur Van’t-Hoff-Straße. In der Nr. 3 (ehemals: Kaiser-Wilhelm-Institut für Biologie) wurde 1948 das Immatrikulationsbüro der FU eingerichtet. In der Nr. 14 ist das Max-Planck-Institut für Wissenschaftsgeschichte untergebracht. Im Haus Nr. 1 wohnten die Botaniker Carl Correns und Hans Spemann. | Archiv der Max-Planck-Gesellschaft · Henry-Ford-Bau                                                                                                   |
| Breisacher Straße (Lage)      | 0310 | Breisach am Rhein, Stadt am Oberrhein | 16. Aug. 1928 | Sie wurde zwischen 1927 und 1928 von der Kommission zur Aufteilung der Domäne Dahlem angelegt und verläuft von der Thielallee zur Hüninger Straße. In der Nr. 19 lebte Generaloberst Kurt von Hammerstein-Equord. | Breisacher Straße |
| Breitenbachplatz (Lage)       | 0200 × 100 (ovale Form) | Paul von Breitenbach (1850–1930), preußischer Minister für öffentliche Arbeiten                                                                               | 26. Aug. 1913 | Der vorherige Name zwischen 1892 und 1913 war Rastatter Platz. Die Grünanlagen des Platzes entwarf der Gartenarchitekt Georg Kuphaldt. Der überwiegende Teil des Platzes liegt in den Ortsteilen Dahlem und Steglitz. Der U-Bahnhof Breitenbachplatz sowie der Gebäudekomplex Schorlemerallee–Spilstraße–Lentzeallee und Dillenburger Straße sind gelistete Baudenkmale. In der Nr. 21 wohnte die Schauspielerin Gisela Uhlen. | Südwestliche Seite des Breitenbachplatzes mit einem der drei Zugänge zur U-Bahn                                                                       |
| Brümmerstraße (Lage)          | 1240 | Franz Brümmer (1859–1930), Politiker, Jurist, Vorsitzender der Kommission zur Aufteilung der Domäne Dahlem                                                    | um 1925 | Die Straße im Universitätsviertel wurde zwischen 1913 und 1914 von der Kommission zur Aufteilung der Domäne Dahlem angelegt. Sie beginnt am Harnack-Haus an der Ihnestraße und verläuft entlang des Einschnitts der U3 bis zur Königin-Luise-Straße. In der Nr. 10 ist das Institut für Fleischhygiene und -technologie beheimatet. In der Brümmerstraße 1 lebte der Generalsekretär der Kaiser-Wilhelm-Gesellschaft Ernst Telschow. | Brümmerstraße |
| Buchsweilerstraße (Lage)      | 0310 | Bouxwiller (dt.: Buchsweiler), Gemeinde in der französischen Region Elsass im Département Bas-Rhin                                                            | 16. Aug. 1928 | Die Straße im Lothringer Viertel wurde zwischen 1927 und 1928 von der Kommission zur Aufteilung der Domäne Dahlem als Straße 401 des Bebauungsplans angelegt. Sie liegt in der Thielecksiedlung. Die Nr. 18 bewohnte der Führer des Reichsarbeitsdienstes Konstantin Hierl. | Buchsweilerstraße |
| Bussardsteig (Lage)           | 0120 | Bussarde, mittelgroße Greifvögel aus der Familie der Habichtartigen                                                                                           | 1. Nov. 1967 | Die Straße wurde als Straße 634 des Bebauungsplans um 1920 von den Eigentümern und Anliegern angelegt. Hier befindet sich das Brücke-Museum. Der Bussardsteig ist eine Sackgasse. | Brücke-Museum |
| Carpinusweg (Lage)            | 0270 | Carpinus, auch als Hainbuchen bekannte Gattung der Birkengewächse                                                                                             | 2. Juni 2012 | Der U-förmig verlaufende Carpinusweg beginnt und endet an der Straße Am Hegewinkel. | |
| Clayallee (Lage)              | 2660 (im Ortsteil) | Lucius D. Clay (1898–1978), US-amerikanischer General, Initiator der Berliner Luftbrücke                                                                      | 1. Juni 1949 | Die vorherigen Namen waren vor 1878 bis 1934 Hauptstraße, vor 1912 bis 1934 Cecilienstraße und von 1912 bis 1949 Kronprinzenallee. Die Clayallee ist neben der Pacelliallee eine der wenigen Straßen in West-Berlin, die nach einer damals noch lebenden Person benannt wurden. Weitere Teile verlaufen in Grunewald, Schmargendorf und Zehlendorf. Die markantesten Gebäude sind das Luftkreiskommando II (später General Lucius D. Clay Headquarters), der Komplex des ehemaligen Oskar-Helene-Heims und der U-Bahnhof Oskar-Helene-Heim, die ehemalige US-Housing-Area mit der (inzwischen abgerissenen) Truman Plaza und dem AlliiertenMuseum mit dem ‚Outpost Kino‘. Gegenüber liegt die nach Rudolf Steiner benannte Schule Berlin mit Waldorf-Kindergarten. Das ‚Haus Auerbach‘ in Nr. 38 ist ebenfalls ein gelistetes Baudenkmal. Im Haus Nr. 70a lebte der Dirigent Ferenc Fricsay. | McDonalds in der Clayallee · Alliierten-Museum |
| Corrensplatz (Lage)           | 0170 × 130 × 130 (dreieckig) | Carl Correns (1864–1933), Biologe | 17. Sep. 1938 | Er wurde als Platz C des Bebauungsplans angelegt und hieß von 1930 bis 1938 Wassermannplatz. Die ehemalige Königliche Versuchs- und Prüfungsanstalt für Wasserversorgung und Abwässerbeseitigung beherbergt heute das Institut für Wasser-, Boden- und Lufthygiene. | Corrensplatz |
| Dillenburger Straße (Lage)    | 0100 (im Ortsteil) | Dillenburg, Stadt in Hessen | 8. Jan. 1892 | Zu Dahlem gehört ein kurzer Abschnitt zwischen Lentzeallee und Breitenbachplatz. | Breitenbachplatz / Ecke Dillenburger Straße 1 |
| Dohnenstieg (Lage)            | 0750 | Dohne, Schlinge zum Fang von Singvögeln und Schnepfen | vor 1922 | Ein Teil der Straße wurde zwischen 1900 und 1901 von der Kommission zur Aufteilung der Domäne Dahlem angelegt, der andere Teil Anfang der 1920er Jahre von den Eigentümern und Anliegern der Finkenparksiedlung gebaut. Am 14. September 1927 wurde der Abschnitt der Messelstraße zwischen Cecilienstraße und Dohnenstieg ebenfalls in Dohnenstieg umbenannt. Das Haus Nr. 24a ist ein gelistetes Baudenkmal. In der Nr. 8a wohnte Reichsführer SS Heinrich Himmler, in Nr. 11–13 der Regisseur Alfred Weidenmann, in der Nr. 19 Generalfeldmarschall Walther von Brauchitsch und in der Nr. 28a der Schauspieler René Deltgen. | Dohnenstieg |
| Drosselweg (Lage)             | 0150 | Drosseln, artenreiche Vogelfamilie in der Ordnung der Sperlingsvögel                                                                                          | nach 1912 | Die Straße wurde 1912 von der Kommission zur Aufteilung der Domäne Dahlem als Verbindungsweg zwischen Falkenried und Pacelliallee angelegt. Das ‚Haus Neutze‘ in der Nr. 5 ist ein gelistetes Baudenkmal. | Drosselweg |
| Drygalskistraße (Lage)        | 0350 | Erich von Drygalski (1865–1949), Geograf, Geophysiker und Polarforscher                                                                                       | um 1910 | Die Straße wurde von der Kommission zur Aufteilung der Domäne Dahlem zwischen 1909 und 1914 in drei Bauabschnitten angelegt und verläuft von der Peter-Lenné-Straße zur Rohlfsstraße. Das Wohnhaus Nr. 5 ist ein gelistetes Baudenkmal. | Drygalskistraße |
| Edwin-Redslob-Straße (Lage)   | 0400 | Edwin Redslob (1884–1973), Kunsthistoriker, Herausgeber des Tagesspiegels, Mitgründer und Rektor der FU                                                       | 14. Nov. 2000 | Die Straße liegt auf dem neu erschlossenen Gelände zwischen dem Staatsarchiv und der Königin-Luise-Straße. Sie wurde als Straße 677 angelegt. | Edwin-Redslob-Straße |
| Ehrenbergstraße (Lage)        | 0720 | Christian Gottfried Ehrenberg (1795–1876), Biologe und Geologe                                                                                                | nach 1904 | Die Straße im Universitätsviertel wurde zwischen 1904 und 1907 in zwei Bauabschnitten angelegt. 1938 wurde der an die Thielallee grenzende Teil der Ehrenbergstraße in den Corrensplatz einbezogen. Sie verläuft von der Ladenbergstraße zur Altensteinstraße. Das Haus Nr. 29 ist ein gelistetes Baudenkmal. In der Nr. 21 wohnten Ferdinand Schrey, Mitbegründer der Kurzschrift, und der Biochemiker Otto Warburg sowie die Schauspielerin Hilde Körber, in Nr. 33 wohnten Albert Einstein und Sebastian Haffner. | Ehrenbergstraße |
| Englerallee (Lage)            | 0790 | Adolf Engler (1844–1930), Botaniker | 17. Sep. 1938 | Sie wurde um 1900 von der Kommission zur Aufteilung der Domäne Dahlem als Sachsallee angelegt und 1903 befestigt und bildet die Grenze zu Steglitz. Sie verbindet die Schorlemerallee mit der Königin-Luise-Straße. Im Haus Nr. 19 lebten der Rundfunkpionier Hans Bredow und Generalfeldmarschall Albert Kesselring, es ist ein gelistetes Baudenkmal, ebenso das Haus Nr. 27. | Englerallee |
| Eppinger Straße (Lage)        | 0340 | Eppingen, Stadt im Nordwesten Baden-Württembergs | 31. Aug. 1937 | Sie wurde bereits vor Mai 1911 als Straße 551 von der Kommission zur Aufteilung der Domäne Dahlem angelegt und verläuft als U-förmige Erschließungsstraße von der Breisacher Straße. | Eppinger Straße |
| Fabeckstraße (Lage)           | 1340 (im Ortsteil) | Hugo von Fabeck (1828–1870), Major, Kommandeur des Garde-Schützen-Bataillons                                                                                  | 1905 | Die historische Dahlemer Straße wurde ab 1903 von der Kommission zur Aufteilung der Domäne Dahlem ausgebaut und 1905 auf Dahlemer Gebiet in Fabeckstraße umbenannt, der Lichterfelder Teil erhielt diesen Namen erst 1924. Der Abschnitt zwischen der Straße Unter den Eichen und dem Dorfanger Lichterfelde existierte noch bis 1936 als Dahlemer Straße und erhielt dann den Namen Tietzenweg. Die Fabeckstraße erhielt um 1905 auf Wunsch des Kaisers einen Reitweg, der vor allem für die Gardeschützen auf ihrem Weg von Lichterfelde in den Grunewald gedacht war. Sie verläuft von der Königin-Luise-Straße bis zur Straße Unter den Eichen. Hier befindet sich das Institut für anorganische Chemie der FU und das Rechenzentrum der FU „zedat“. Das Haus Nr. 48, des Architekten Wassili Luckhardt ist ein gelistetes Baudenkmal. In der Nr. 11 wohnte der Physiker Gustav Ludwig Hertz, in der Nr. 13 der Philosoph Eduard Spranger. | Fabeckstraße Institut für anorganische Chemie |
| Falkenried (Lage)             | 0390 | Falkenried, Flurname | vor 1914 | Sie wurde zwischen 1910 und 1911 von der Kommission zur Aufteilung der Domäne Dahlem zwischen den Straßen In der Halde und Im Gehege angelegt. Die zwischen 1912 und 1933 nach Plänen von Bruno Ahrends und Heinrich Schweitzer errichtete Wohnhausgruppe (Falkenried 2 bis 20) steht unter Denkmalschutz (siehe ‚Im Gehege‘). In der Nr. 4 lebte die Biologin Elisabeth Schiemann, in Nr. 6 der Verleger Wolf Jobst Siedler, in der Nr. 7 der Nobelpreisträger für Physik Ernst Ruska, im Haus Nr. 11 der ehemalige RIAS-Intendant und Widerstandskämpfer Ludwig von Hammerstein-Equord. Das Haus Nr. 30 baute um 1924 Ernst Gorsemann. Ab 1939 bewohnte es die Autorin Christabel Bielenberg mit ihrem Mann Peter. Es ist 2013 abgerissen und durch einen Neubau ersetzt worden. Im Nachbarhaus Nr. 28 lebte der in den Widerstand gegen den Nationalsozialismus involvierte Jurist Carl Langbehn. | Falkenried |
| Faradayweg (Lage)             | 0370 | Michael Faraday (1791–1867), britischer Physiker und Chemiker                                                                                                 | vor 1914 | Die Straße im Universitätsviertel wurde ab 1911 von der Kommission zur Aufteilung der Domäne Dahlem angelegt und verbindet die Brümmerstraße mit der Thielallee. Die evangelische Jesus-Christus-Kirche von 1931 ist ein gelistetes Baudenkmal. Hermann Jansen Architekt wohnte in der Nr. 4/6, im Haus Nr. 8 (Fritz-Haber-Villa) wohnten der Chemiker Fritz Haber und seine Frau Clara Immerwahr, der Chemiker und Leiter des Kaiser-Wilhelm-Instituts für Physikalische Chemie Robert Havemann, der Chemiker Peter Adolf Thiessen, der Physiker Max von Laue, in der Nr. 10 SS-Oberst-Gruppenführer Kurt Daluege, Bischof Otto Dibelius, der Chemiker Richard Willstätter, in Nr. 15 Generalfeldmarschall Erich von Manstein, in Nr. 19 die Schauspielerin Elisabeth Bergner. | Fritz-Haber-Institut · Faradayweg |
| Finkenstraße (Lage)           | 0630 | Finken, artenreiche Familie aus der Ordnung der Sperlingsvögel                                                                                                | vor 1914 | Die Straße wurde 1910/1911 von der Kommission zur Aufteilung der Domäne Dahlem als Verbindung zwischen Clayallee und Max-Eyth-Straße an der Nordseite des Finkenparks angelegt. Das Haus Nr. 9 ist ein Baudenkmal. In der Nr. 11 wohnte die Schauspielerin Hildegard Knef. | Finkenstraße |
| Flanaganstraße (Lage)         | 0880 | Edward Flanagan (1886–1948), US-amerikanischer katholischer Geistlicher                                                                                       | 1. Dez. 1955 | Die Straße wurde Anfang der 1950er Jahre als Straße B des Bebauungsplans angelegt und erschließt das Wohngebiet für ehemalige US-Militärangehörige (US-Housing-Area). | Flanaganstraße |
| Fliednerweg (Lage)            | 0130 | Theodor Fliedner (1800–1864), evangelischer Pfarrer | 16. Jan. 1925 | Sie wurde 1912/1913 als Straße 44 von der Kommission zur Aufteilung der Domäne Dahlem im Universitätsviertel angelegt. In der Nr. 6–8 lebte die Schauspielerin Hilde Volk. | Fliednerweg |
| Fohlenweg (Lage)              | 0300 | Fohlen, ein Hauspferd, das noch kein Jahr alt ist | 29. März 1939 | Sie wurde als Straße 557 des Bebauungsplans angelegt und 1936/1937 durch den Bezirk Wilmersdorf bebaut. | Fohlenweg |
| Föhrenweg (Lage)              | 0350 | Föhren oder Kiefern, Pflanzengattung von Nadelholzgewächsen in der Familie der Kieferngewächse                                                                | 24. Okt. 1922 | Sie wurde 1928/1929 von der Kommission zur Aufteilung der Domäne Dahlem als Verbindung zwischen den Straßen Auf dem Grat und Am Schülerheim angelegt. In der Nr. 16 wohnten der Boxer Max Schmeling und seine Frau, die Schauspielerin Anny Ondra sowie Generalfeldmarschall Wilhelm Keitel. | Föhrenweg |
| Franz-Grothe-Weg (Lage)       | 0860 | Franz Grothe (1908–1982), Komponist | 12. Sep. 1987 | Der Weg entstand als Straße 35a. Er ist ein Fuß-/Radweg entlang der Einschnittbahn zwischen Königin-Luise-Straße und Im Dol. | Franz-Grothe-Weg |
| Fünf Morgen (Lage)            | 0320 | Name der anliegenden Wohnsiedlung | 13. Okt. 2012 | Die Straße verläuft in der gleichnamigen Neubausiedlung von der Marshallstraße zum Hüttenweg. Die Siedlung wurde auf dem Gebiet der ehemaligen Truman Plaza errichtet, wo bis 2010 die Deutsch-Amerikanischen Volksfeste stattfanden. | Fünf Morgen |
| Gadebuscher Weg (Lage)        | 0170 | Gadebusch, Stadt im Landkreis Nordwestmecklenburg, Mecklenburg-Vorpommern                                                                                     | 29. Jan. 1937 | Der vorherige Name war Heideweg (1925–1937), der bereits auf einer Karte von 1892 vermerkt war. Das Haus Nr. 5 ist ein gelistetes Baudenkmal, in dem der Architekt Heinrich Schweitzer wohnte. | Gadebuscher Weg |
| Garystraße (Lage)             | 1080 | Max Gary (1859–1923), Baustoffkundler, einer der ersten Bewohner der Dahlemer Villenkolonie, Mitglied der Gutsvertretung der Domäne Dahlem                    | 18. Feb. 1927 | Sie wurde zwischen 1918 und 1920 als Straße 6 im Universitätsviertel von der Kommission zur Aufteilung der Domäne Dahlem angelegt. Sie verläuft von der Thielallee zur Clayallee. Hier befinden sich mehrere Einrichtungen der FU: das Pharmakologische Praktikum, der Fachbereich Wirtschaftswissenschaften, der Henry-Ford-Bau mit dem Audi-Max und die Universitätsbibliothek. Das ehemalige Direktorenwohnhaus des Kaiser-Wilhelm-Instituts für Zellphysiologie Nr. 18 und das Haus Schuldenfrey Nr. 26 sind gelistete Baudenkmale. | Henry-Ford-Bau |
| Gebweilerstraße (Lage)        | 0170 | Gebweiler (frz.: Guebwiller), Stadt in der französischen Region Elsass im Département Haut-Rhin                                                               | 16. Aug. 1928 | Sie wurde als Straße 404 in den Jahren 1925/1926 im Auftrag der Gemeinde zur Erschließung der Wohnanlage angelegt. | Gebweilerstraße |
| Gelfertstraße (Lage)          | 1100 | Robert Georg August Gelfert (1864–1921), Theologe | 24. Okt. 1922 | Sie wurde 1922 als Straße 64 von der Kommission zur Aufteilung der Domäne Dahlem angelegt und verläuft von der Königin-Luise-Straße bis zur Löhleinstraße. Die Häuser Nr. 15, Haus Schwebes Nr. 19–21, Haus Jandorf Nr. 32–34, Nr. 37, Haus Diercks Nr. 43, das Studentenwohnheim Nr. 45 und Nr. 47/47a sind gelistete Baudenkmale. In der Nr. 16–18 wohnte der Mathematiker Ludwig Bieberbach und der Historiker Hermann Oncken, in der Nr. 37 Reichsfilmdramaturg Ewald von Demandowsky und die Schauspielerin Hildegard Knef, in der Nr. 32–34 der Kaufhausbesitzer Adolf Jandorf. | Gelfertstraße |
| Goßlerstraße (Lage)           | 0480 | Gustav von Goßler (1838–1902), preußischer Kultusminister | 2. Mai 1905 | Die Straße wurde um 1900/1901 von der Kommission zur Aufteilung der Domäne Dahlem im Universitätsviertel angelegt. Sie verläuft von der Kaiserswerter-Straße zur Straße Unter den Eichen. Das ehemalige Deutsche Entomologisches Nationalmuseum in der Nr. 18, das heute das FU-Institut für Japanologie und Sinologie beherbergt, ist ein gelistetes Baudenkmal. In der Nr. 17 wohnte der NS-Propagandist Johann von Leers, in der Nr. 21 Staatssekretär Arthur Zarden. | Goßlerstraße |
| Gregor-Mendel-Straße (Lage)   | 0270 | Gregor Mendel (1822–1884), altösterreichischer Mönch und Naturforscher                                                                                        | 23. Feb. 1925 | Sie wurde zwischen 1911 und 1912 als Straße 47 von der Kommission zur Aufteilung der Domäne Dahlem angelegt und verbindet die Lentzealle mit der Schorlemerallee. Die Wohnanlage des Preußischen Finanzministeriums ist ein gelistetes Baudenkmal. | Wohnanlage in der Gregor-Mendel-Straße |
| Gustav-Meyer-Straße (Lage)    | 0160 | Gustav Meyer (1816–1877), Gartenkünstler | um 1908 | Sie wurde um 1902 von der Kommission zur Aufteilung der Domäne Dahlem als Verbindung zwischen der Altensteinstraße und der Königin-Luise-Straße angelegt. Die Villa Nr. 3 ist ein gelistetes Baudenkmal. | Gustav-Meyer-Straße |
| Habelschwerdter Allee (Lage)  | 0740 Habelschwerdt, Kreisstadt in der früheren Provinz Niederschlesien, heute: Bystrzyca Kłodzka, in der Woiwodschaft Niederschlesien in Polen. | 13. Juli 1937 | Sie wurde als Werderstraße um die Jahrhundertwende in mehreren Bauabschnitten angelegt und führt als Verlängerung der Drakestraße zur Thielallee. Das Grundstück Nr. 1 gehört zu Lichterfelde. An der Einmündung zur Thielallee liegt die „Rostlaube“ der FU. Die Häuser Nr. 12 und Nr. 17 sind Baudenkmale. In der Nr. 16 lebte die Leiterin der Bayreuther Festspiele Winifred Wagner, in der Nr. 24 der Politologe und Widerstandskämpfer Otto Heinrich von der Gablentz, Karl Klindworth Musiker (ehemals Werderstraße 16). | Philologische Bibliothek · „Rostlaube“ der FU | |
| Hans-Söhnker-Platz (Lage)     | 0260 | Hans Söhnker (1903–1981), Schauspieler | 11. Okt. 2021 | Der bisher namenlose Platz zwischen Limonenstraße, Schwendenerstraße und Altensteinstraße erhielt seinen Namen am 11. Oktober 2021, dem Geburtstag von Hans Söhnker. Wegen seines Einsatzes für jüdische Mitbürgerinnen und Mitbürger wurde Hans Söhnker zum Vorbild für Zivilcourage. Er hatte in den Kriegsjahren 1943 bis 1945 mehrere untergetauchte Juden in seinem Wochenendhaus südlich von Berlin versteckt und sie vor dem Holocaust bewahrt. 2018 wurde ihm dafür postum die Auszeichnung Gerechter unter den Völkern zuteil, die seine Großnichte, die Schauspielerin Anneke Kim Sarnau, entgegennahm. | Hans-Söhnker-Platz |
| Harnackstraße (Lage)          | 0290 + 190 | Adolf von Harnack (1851–1930), Theologe und Kirchenhistoriker                                                                                                 | 16. Aug. 1928 | Sie wurde als Straße 3 von der Kommission zur Aufteilung der Domäne Dahlem angelegt. Sie führt vom Harnack-Haus von der Ihnestraße zur Garystraße und dann etwas versetzt bis zur Leichhardtstraße. In der Nr. 5 lebten der niederländische Physiker Peter Debye und der deutsche Physiker Werner Heisenberg. | Harnackstraße am Henry-Ford-Bau |
| Hechtgraben (Lage)            | 0120 | Karl-Ernst Hecht (1864–1927), Jurist, Politiker, wohnte zur Zeit der Straßenbenennung im Haus Hecht, Arnimallee 8.                                            | 24. Okt. 1922 | Sie wurde als Straße 17b zwischen 1911 und 1913 von der Kommission zur Aufteilung der Domäne Dahlem im Universitätsviertel angelegt und führt von der Königin-Luise-Straße zur Arnimallee. Der Teil hinter dem FU-Institut für Physik ist ein Fußweg. | Hechtgraben |
| Heinrich-Stahl-Weg (Lage)     | 0140 | Heinrich Stahl (1868–1942), Vorsitzender der Jüdischen Gemeinde zu Berlin, Opfer des NS-Regimes                                                               | 19. Apr. 1993 | Es handelt sich hierbei um einen Fußweg von der Straße Im Dol zur Finkenstraße. | Heinrich-Stahl-Weg |
| Hellriegelstraße (Lage)       | 0260 | Hermann Hellriegel (1831–1895), Agrikulturchemiker | vor 1920 | Sie wurde um 1911/1912 durch die Kommission zur Aufteilung der Domäne Dahlem angelegt und verbindet die Podbielskiallee mit der Lentzeallee. Am 16. Januar 1925 wurde die Straße 48 ebenfalls in Hellriegelstraße benannt. | Hellriegelstraße |
| Hittorfstraße (Lage)          | 0540 | Johann Wilhelm Hittorf (1824–1914), Physiker und Chemiker | um 1915 | Die Straße im Universitätsviertel wurde zwischen 1911 und 1913 von der Kommission zur Aufteilung der Domäne Dahlem angelegt und verläuft von der Thielallee zur Van’t-Hoff-Straße. Die evangelische Jesus-Christus-Kirche von 1931 ist ein gelistetes Baudenkmal, ebenso das Haus Nr. 12 und Nr. 14. Im Haus Nr. 18 lebte der Biochemiker Carl Neuberg. | Jesus-Christus-Kirche |
| Hohe Ähren (Lage)             | 0140 | vermeintlich alte Flurbezeichnung, wahrscheinlich war es früher der Weg der Dahlemer Schulkinder durch Kornfelder                                             | nach 1912 | Sie wurden zwischen 1910 und 1912 von der Kommission zur Aufteilung der Domäne Dahlem angelegt und verbindet die Straße Am Hirschsprung mit dem Falkenried. In der Nr. 7 wohnte der TV-Moderator Karl-Eduard von Schnitzler. | Hohe Ähren |
| Holzungsweg (Lage)            | 0360 | Holzung, ein kleiner Wald oder eine größere Gruppe von Waldbäumen, die für eine eigentlich forstwirtschaftliche Benutzung zu wenig ausgedehnt sind            | 4. Aug. 1930 | Sie wurde als Straße 321 Ende der 1920er Jahre von der Sommerfeld AG angelegt und verläuft von der Argentinischen Allee bis zum Sprungschanzenweg. Zwischen Argentinischer Allee und Stewardstraße ist es nur ein Fußweg. Er bildet die Grenze zum Ortsteil Zehlendorf. | Holzungsweg |
| Hüninger Straße (Lage)        | 0550 | Hüningen (frz.: Huningue), Stadt im Département Haut-Rhin in der Region Elsass                                                                                | 16. Aug. 1928 | Sie wurde als Straße 113 Anfang der 1920er Jahre von der Kommission zur Aufteilung der Domäne Dahlem im Universitätsviertel angelegt. Sie führt durch die Thielecksiedlung. Das Haus Nr. 39 von Hans Scharoun ist ein gelistetes Baudenkmal. | Hüninger Straße |
| Hüttenweg (Lage)              | 3000 (im Ortsteil) | nach einer früher hier gelegenen Bienenhütte | 24. Okt. 1922 | Der Teil östlich der heutigen Clayallee bis zur Gelfertstraße entstand aus der Straße 81 des Bebauungsplans. Er ist seit 1922 benannt, war aber vor 1930 noch ein unbefestigter, unbebauter Sandweg und wurde erst danach tatsächlich gebaut. Hinter der Gelfertstraße verläuft er als Fußweg weiter und mündet nach Im Schwarzen Grund in den Thielpark, dieser Teil wurde bereits um 1925 gebaut, ist aber erst seit 1932 auch als Hüttenweg benannt. Die Häuser Nr. 7, Nr. 9, Nr. 15, sowie die Dienstwohnhäuser für Luftwaffenoffiziere Nr. 21 und 25 sind gelistete Baudenkmale. Im Haus Nr. 10 wohnte der Tenor Rudolf Schock, in Nr. 14a der Präsident des Volksgerichtshofs Roland Freisler. Der mittlere Teil, von der Clayallee bis zur Revierförsterei westlich der heutigen Clayallee, entstand aus einem schnurgeraden Waldweg, an dessen nordöstlicher Seite um 1890 ein Schießplatz eingerichtet wurde (heute Wohngebiet nördliche Taylorstraße und Flanaganstraße) und gegenüber 1912 eine Sportanlage des Berliner Hockey-Klubs (heute Tennisplätze Hüttenweg 45) und dahinter der 1933 eröffnete Waldfriedhof Dahlem. Dieser Weg, an der heutigen Clayallee leicht nach Norden verschwenkt, ist seit 1936 in den Hüttenweg einbezogen. Dieser Abschnitt war zu West-Berliner Zeiten die US-Housing-Area mit dem Gebäude der Thomas A. Roberts School, die heute von der Quentin-Blake-Europe-School und der Biesalski-Schule genutzt werden. Auf dem Freigelände hinter der Truman-Plaza fand von 1961 bis 2010 das Deutsch-Amerikanische Volksfest statt. Die United States Army Chapel und die Feierhalle des Waldfriedhofs sind gelistete Baudenkmale. Der westliche Teil wurde nach dem Zweiten Weltkrieg von den US-Amerikanern als Panzerstraße erbaut und erhielt am 27. März 1953 ebenfalls den Namen Hüttenweg. Er entstand auf ehemaligen Waldwegen bis zum heutigen Waldparkplatz Grunewaldsee am Restaurant „Forsthaus Paulsborn“, danach weiter auf vorhandenen Straßentrassen bis zum Großen Stern mit der A 115 und hinter dem Kronprinzessinnenweg weiter als Sackgasse in den Forst Grunewald. Der letzte Straßenteil (ab Kleiner Stern) gehört nicht mehr zum Ortsteil Dahlem, sondert bildet die Grenze zwischen Wilmersdorf und Zehlendorf. | US Army Chapel Berlin · TAR-School |
| Ihnestraße (Lage)             | 0970 | Ernst von Ihne (1848–1917), Architekt und Hofbaumeister | 16. Aug. 1928 | Sie wurde als Straße 30 von der Kommission zur Aufteilung der Domäne Dahlem ab 1913 angelegt und bereits 1915 fertiggestellt. Sie führt von der Saargemünder Straße über die Garystraße zur Schützallee. Hier befindet sich das Otto-Suhr-Institut der FU und das Harnack-Haus, beide gelistete Baudenkmale. Im heute vom Otto-Suhr-Institut genutzten Gebäude 22–24 befand sich bis 1945 das Kaiser-Wilhelm-Institut für Anthropologie, menschliche Erblehre und Eugenik, dessen Direktoren Eugen Fischer Anthropologe und Otmar Freiherr von Verschuer Humangenetiker hier auch wohnten. Friedrich Glum, Generaldirektor der Kaiser-Wilhelm-Gesellschaft wohnte im Haus Nr. 14. | Harnack-Haus |
| Iltisstraße (Lage)            | 0130 | Iltis, Kanonenboot der Kaiserlichen Marine, das während des Boxeraufstands in China an den Kämpfen um die Taku-Forts am 17. Juni 1900 teilnahm                | 1906 | Die Straße im Universitätsviertel wurde als Straße 15 um 1900 angelegt und 1906 von der Kommission zur Aufteilung der Domäne Dahlem befestigt. Sie führt von der Brümmerstraße bis zur Lansstraße. | Iltisstraße |
| Im Dol (Lage)                 | 1620 | Dol, Tal, Hohe Dolen oder Hohedohlen, Name einer Anhöhe, nach der Dahlem benannt worden sein soll                                                             | um 1912 | Die Straße wurde um 1900 angelegt und von 1901 bis 1906 von der Kommission zur Aufteilung der Domäne Dahlem ausgebaut und befestigt. Im Dol ist der kürzeste Straßenname Berlins. Die Benennung erfolgte durch die Gattin des Dahlemer Architekten Schweitzer, der 1910 in dieser Straße Land für ein Anwesen (Nr. 39) erwarb. Die Straße verläuft – der Höhenlinie folgend – von der Podbielskiallee zur Clayallee. Weiters sind die Häuser Nr. 27–29, Nr. 48, Nr. 50, Nr. 51, und Nr. 71 gelistete Baudenkmale. Im Haus Nr. 2–6 wohnte der Chemiker Bernhard Lepsius, das Haus wurde später von der privaten jüdischen Kaliski-Schule benutzt. In der Nr. 7 wohnte der Schauspieler Carl-Heinz Schroth, in Nr. 15 der CDU-Politiker Peter Kittelmann, in der Nr. 39 der für Dahlem wichtige Architekt Heinrich Schweitzer (bis 1932), in der Nr. 41 der Industrielle Carl Friedrich von Siemens und später die Schauspielerin Sabine Sinjen; Heinrich Stahl, der Vorsitzende der Jüdischen Gemeinde in Berlin, lebte im Haus 32–34, Generaloberst Friedrich Fromm in Nr. 38 und Lucius D. Clay in der Nr. 46–48. | Im Dol |
| Im Gehege (Lage)              | 0200 + 80 | Gehege, abgezäuntes Areal, das der Unterbringung von Tieren dient                                                                                             | u05 1911 | Die Straße wurde um 1900 angelegt und 1911 von der Kommission zur Aufteilung der Domäne Dahlem ausgebaut und befestigt. Die Straße führt von der Königin-Luise-Straße zu den Straßen Am Hirschsprung und Falkenried, wo sie einen unbenannten Platz begrenzt. Hier befindet sich die Gail-S.-Halvorsen-Schule (bis zum 15. Juni 2013: Alfred-Wegener-Oberschule). Die Reihenhaussiedlung Nr. 2–5 das Schulgebäude und das Haus Nr. 9 von Hermann Muthesius sind gelistete Baudenkmale. In Nr. 10 wohnte der Schauspieler Henning Schlüter. | Im Gehege |
| Im Jagen (Lage)               | 1140 | Jagen, forstliche Flächeneinheit | überliefert | Die unbefestigte Straße verläuft von der Clayallee gegenüber der Königin-Luise-Straße bis zum Wirtshaus „Chalet Suisse“ und weiter als Waldweg bis zum Jagdschloss Grunewald. Im Straßenverzeichnis ist er als Fußweg (RBS-Klasse: FUWE) angegeben. | Jagdschloss Grunewald · Im Jagen, Waldbaude |
| Im Schwarzen Grund (Lage)     | 0490 | Vermutlich nach einer alten Flurbezeichnung | um 1920 | Sie wurde 1911/1912 von der Kommission zur Aufteilung der Domäne Dahlem angelegt und um 1913 befestigt. Die Häuser Nr. 4, des Architekten und Reichsbankdirektors Philip Nitze, Nr. 18, sind gelistete Baudenkmale. In der Nr. 12 wohnte Andrei Andrejewitsch Wlassow (russischer General), in der Nr. 16 und 18 die Journalistin Margret Boveri, in der Nr. 17 der Schauspieler Werner Krauss und Ernst Petersen, Architekt, Schauspieler im Haus Petersen (Nr. 27). | Im Schwarzen Grund |
| Im Winkel (Lage)              | 0340 | nach dem Straßenverlauf | um 1930 | Die Straße im Universitätsviertel wurde um 1911 von den Anliegern und Eigentümern angelegt. 1920 wurde sie von der Kommission zur Aufteilung der Domäne Dahlem ausgebaut und befestigt. Sie führt im rechten Winkel von der Archivstraße zur Königin-Luise-Straße. Das Haus Nr. 37 ist ein gelistetes Baudenkmal. In der Nr. 5 wohnte die Schauspielerin Brigitte Helm. | Im Winkel 37 |
| In der Halde (Lage)           | 0350 | vermeintliche alte Flurbezeichnung | 23. Feb. 1925 | Sie wurde zwischen 1911 und 1912 von der Kommission zur Aufteilung der Domäne Dahlem angelegt und verbindet die Pacelliallee mit Am Hirschsprung. Die Häuser Nr. 6–8 und 18–20 sind Baudenkmale. Der Verleger Karl Ullstein lebte im Haus Nr. 4, der Schauspieler Paul Hubschmid in Nr. 6–8 und der Industrielle Carl Friedrich von Siemens in Nr. 10. | In der Halde |
| Jürgen-Fuchs-Platz (Lage)     | 0100 × 50 (halbkreisförmig) | Jürgen Fuchs (1950–1999), DDR-Bürgerrechtler und Schriftsteller.                                                                                              | 9. Mai 2011 | Der Platz liegt an der Königin-Luise-Straße / Ecke Arnimallee. Bei der feierlichen Benennung des Platzes am 9. Mai 2011, dem 12. Todestag von Jürgen Fuchs, hielten Wolf Biermann und Ralph Giordano die Laudatio. | Jürgen-Fuchs-Platz |
| Käuzchensteig (Lage)          | 0270 | Käuze, eine Anzahl von Gattungen aus der Familie der Eigentlichen Eulen                                                                                       | 29. März 1939 | Sie wurde als Straße 558 auf Weisung des seinerzeitigen Generalbauinspektors für die Reichshauptstadt, Albert Speer, angelegt. Auf der Parzelle 8–12 (gerade) wurde für Arno Breker ein großzügiges Atelier errichtet. Zwischen 1949 und 1995 nutzte der Künstler Bernhard Heiliger den Ostflügel des Ateliergebäudes. Seit 1996 befindet sich dort die Bernhard-Heiliger-Stiftung. Namhafte Künstler wie Wolf Vostell oder László Lakner arbeiteten ebenfalls in den Atelierräumen. Das Gebiet, das zuvor zu Wilmersdorf gehörte, kam durch die Verwaltungsreform vom 1. April 1938 zu Dahlem. Im Straßenverzeichnis ist der Käutzchensteig als Fußweg (RBS-Klasse: FUWE) angegeben. | Atelier Arno Breker |
| Kaiser-Wilhelm-Platz (Lage)   | 0240 × 140 | Wilhelm I. (1797–1888), König von Preußen, deutscher Kaiser                                                                                                   | vor 1905 | Der Platz wurde um 1890 von den Anliegern angelegt und 1898 von der Kommission zur Aufteilung der Domäne Dahlem ausgebaut. Der Platz ist einer der wenigen Parkanlagen, die bereits im Bebauungsplan von Walter Kyllmann vorgesehen waren. Hier liegt der U-Bahnhof Podbielskiallee. | Kaiser-Wilhelm-Platz |
| Kaiserswerther Straße (Lage)  | 0320 | Kaiserswerth, ein am Rhein gelegener Stadtteil Düsseldorfs | um 1900 | Die Straße im Universitätsviertel wurde um 1900 von der Kommission zur Aufteilung der Domäne Dahlem angelegt und verläuft zwischen Thielallee und Habelschwerdter Alle am Triest-Park. Das hier liegende Verbandshaus der öffentlichen Feuerversicherungsanstalten diente von 1945 bis 1991 als Sitz der Alliierten Kommandantur und wird seit 1994 als Präsidialamt der FU benutzt. Das Haus Nr. 17 ist das erste Haus im eingeschossigen Bungalowstil US-amerikanischer Prägung, das in Berlin entstand. In der Nr. 17 wohnte vor der Zerstörung der „Kronjurist des Dritten Reichs“ Carl Schmitt, in der Nr. 14 der Schauspieler Robert Taube. | FU-Präsidium, ehemals Alliierte Kommandantur |
| Kehler Weg (Lage)             | 0120 | Kehl, Stadt im Ortenaukreis, Baden-Württemberg | 16. Aug. 1928 | Der Weg wurde als Straße 76 im Universitätsviertel um 1900 von den Eigentümern angelegt und um 1901 von der Kommission zur Aufteilung der Domäne Dahlem befestigt. Er verbindet die Gelfertstraße mit dem Saargemünder Weg. | Kehler Weg |
| Königin-Luise-Platz (Lage)    | 050 × 30 | Königin Luise von Mecklenburg-Strelitz (1776–1810), Königin von Preußen                                                                                       | 1906 | Der Platz liegt am Eingang zum Botanischen Garten an der Königin-Luise-Straße. | Eingang zum Botanischen Garten |
| Königin-Luise-Straße (Lage)   | 2000 (im Ortsteil) | Königin Luise von Mecklenburg-Strelitz (1776–1810), Königin von Preußen                                                                                       | März 1906 | Der traditionelle Verbindungsweg zwischen Steglitz und dem Jagdschloss Grunewald wurde ab 1889 als befestigte Chaussee ausgebaut. Sie erhielt 1906 den Namen nach der in der Podbielskiallee liegenden Königin-Luise-Stiftung. Die ersten 180 Meter der Straße gehören noch zu Steglitz. Die 1905 erbaute Straßenbahn der Gemeinde Steglitz führte vom Bahnhof Steglitz zunächst bis zum Grunewaldgatter (heute etwa Königin-Luise-Straße Ecke Gelfertstraße). Die Straßenbahn wurde später bis zur heutigen Clayallee verlängert und 1959 durch Busse ersetzt. Der westliche Teil der Straße (heute von der Gelfertstraße bis zur Clayallee) wurde erst 1908 gepflastert, vorher war es noch ein sandiger Waldweg. In der Königin-Luise-Straße befinden sich zahlreiche Institutionen und Baudenkmale: Der in Lichterfelde liegende Botanische Garten und das Institut für Pflanzenphysiologie und Mikrobiologie der FU. Das Julius Kühn-Institut in der Nr. 17–19 mit den Gebäuden der ehemaligen Kaiserlichen Biologischen Anstalt für Land- und Forstwirtschaft, die Königliche Gärtnerlehranstalt in der Nr. 22, in der Nr. 47–51 die Domäne Dahlem in der Nr. 88–98 die Schüler-Kolonie Dahlem im Dorfkern der Eiskeller von 1709, in Nr. 55 das älteste Gebäude Dahlems, die St.-Annen-Kirche von um 1300, der U-Bahnhof Dahlem-Dorf, in Nr. 33 die St. Bernhard-Kirche in Nr. 52 das ehemalige Milchpächterhaus, das heute als Gaststätte „Alter Krug“ genutzt wird und in Nr. 80–84 das Arndt-Gymnasium. Die Straße bildet mit dem alten Dorfkern den Mittelpunkt von Dahlem. In der Nr. 17 wohnte der Politiker Andreas Hermes, in der Nr. 49 die letzte Pächterin der Domäne Dahlem, Ottilie Kirchner, in der Nr. 89a die Schauspielerin Leny Marenbach, in der Nr. 89b der Schauspieler Hannes Stelzer. | Institut für Pflanzenphysiologie und Mikrobiologie der Freien Universität Berlin, Königin-Luise-Straße 12–16 · „Alter Krug“ in Dahlem · Domäne Dahlem |
| Koserstraße (Lage)            | 0580 | Reinhold Koser (1852–1914), Historiker und preußischer Staatsarchivar                                                                                         | 14. Sep. 1927 | Ab 1900 von der Kommission zur Aufteilung der Domäne Dahlem geplant, um 1921 Straße 34 und Straße 43, von 1922 bis 1927 Kirschenweg. Vor dem Bau der Straße befanden sich hier Gärten, u. a. mit einer Reihe von Kirschbäumen, was letztlich zum Namen Kirschenweg führte. Die Straße führte bis 1939 weiter nach Süden bis zur Königin-Luise-Straße. Am 29. März 1939 wurde sie nach Westen verschwenkt, indem eine Straße, der davor Straße 38 (um 1921), Selmastraße (um 1925) und Bailleustraße (1927–1939) hieß, in die Koserstraße einbezogen wurde. Seitdem führt sie von der Schweinfurthstraße am Kaiser-Wilhelm-Platz zur Archivstraße. Die Villa auf dem Grundstück 8–12 ist ein gelistetes Baudenkmal. Auf dem Grundstück Nr. 20 befindet sich das Kunsthistorische Institut der FU Berlin. | Villa Koserstraße 8–12 · Dahlem Koserstraße 20 FU-Gebäude                                                                                             |
| Kuckucksweg (Lage)            | 0270 | Kuckuck, gehört zur Ordnung der Kuckucksvögel und zur Familie der Kuckucke                                                                                    | 24. Okt. 1922 | Sie wurde als Straße 71 in zwei Abschnitten 1919 und 1920 von der Kommission zur Aufteilung der Domäne Dahlem angelegt und führt von der Thielallee zum Bachstelzenweg. | Kuckucksweg |
| Ladenbergstraße (Lage)        | 0440 | Johann Philipp von Ladenberg (1769–1847), preußischer Politiker; Ehrenbürger von Berlin                                                                       | 2. Mai 1905 | Die Straße im Universitätsviertel wurde als Straße 39 des Bebauungsplans zwischen 1902 und 1904 von der Kommission zur Aufteilung der Domäne Dahlem angelegt. Sie führt von der Habelschwerdter Allee zu Corrensplatz. Die Wohnanlage Nr. 22–24 ist ein gelistetes Baudenkmal. | Ladenbergstraße |
| Landoltweg (Lage)             | 0490 | Hans Heinrich Landolt (1831–1910), Schweizer Chemiker | um 1913 | Die Straße im Universitätsviertel wurde 1912–1913 von der Kommission zur Aufteilung der Domäne Dahlem angelegt. Sie verbindet entlang des Thielparks und Triestparks die Habelschwerdter Allee mit der Brümmerstraße. | Landoltweg |
| Lansstraße (Lage)             | 0330 | Wilhelm Andreas Jacob Emil Lans, seit 1913 von Lans, (1861–1947), Seeoffizier und Admiral in der Kaiserlichen Marine. Kommandant des Kanonenbootes Iltis      | um 1906 | Die Straße im Universitätsviertel wurde als Straße 32 zwischen 1900 und 1901 von der Kommission zur Aufteilung der Domäne Dahlem angelegt. Sie verläuft von der Königin-Luise-Straße zur Fabeckstraße. Hier befindet sich das Museumszentrum Berlin-Dahlem. | Museum für Asiatische Kunst |
| Leichhardtstraße (Lage)       | 0770 | Ludwig Leichhardt (1813–1848), Entdecker | 14. Sep. 1927 | Sie wurde als Straße 5 zwischen 1914 und 1915 von der Kommission zur Aufteilung der Domäne Dahlem angelegt. Sie verläuft von der Breisacher Straße zur Clayallee. | Leichhardtstraße |
| Lentzeallee (Lage)            | 1260 | August Lentze (1860–1945), Kommunal- und Finanzpolitiker | 26. Nov. 1917 | Teile der Straße verlaufen in den Ortsteilen Wilmersdorf und Schmargendorf. Hier liegt die Wohnanlage des Preußischen Finanzministeriums. Der Politikwissenschaftler Ernst Fraenkel lebte in der Nr. 5, in der Nr. 7–9 der Sektfabrikant Carl Henkell und Reichsaußenminister Joachim von Ribbentrop. | Wohnanlage Lentzeallee · Landwirtschaftliche Hochschule                                                                                               |
| Liebensteinstraße (Lage)      | 0130 | Bad Liebenstein, Kurort im Thüringer Wald | 1907 | Die Straße im Universitätsviertel wurde zwischen 1901 und 1904 von der Kommission zur Aufteilung der Domäne Dahlem angelegt. Sie führt von der Altensteinstraße zur Schwendenerstraße. Das Haus Nr. 4 ist ein gelistetes Baudenkmal. | Liebensteinstraße |
| Limonenstraße (Lage)          | 060 (im Ortsteil) | Limonen, mehrere Arten von Zitrusfrüchten | 6. Okt. 1908 | Sie wurde als Straße 3b des Bebauungsplans angelegt. Am 6. Juli 1927 wurde der Teil der Takustraße zwischen Altensteinstraße und Malvenstraße, die Verlängerung der bereits seit 1908 in Lichterfelde existierenden Limonenstraße, in Limonenstraße umbenannt. Durch die Veränderung der Bezirksgrenze 1938 gehören heute nur noch die Nummern 16 und 16a der Limonenstraße zu Dahlem. Die Limonenstraße liegt in einem Viertel, das seiner Straßennamen wegen auch Blumenviertel genannt wird. Der größte Teil liegt in Lichterfelde. In der Nr. 16 wohnte der Bauunternehmer Adolf Sommerfeld. | Limonenstraße 16 · Limonenstraße 16a |
| Löhleinstraße (Lage)          | 1060 | Emil Löhlein (1866–1929), Politiker, Geheimer Oberfinanzrat. Eine Benennung nach dem Ophthalmologen Walther Löhlein (1882–1954) ist ebenso möglich            | um 1930 | Die Straße im Universitätsviertel wurde vor 1908 angelegt und im Zuge des Baus der U-Bahn 1913 von der Kommission zur Aufteilung der Domäne Dahlem erweitert und befestigt. Am 24. September 1990 wurde die Verlängerung der Löhleinstraße zwischen Königin-Luise-Straße und Fabeckstraße ebenfalls in Löhleinstraße benannt. Das Haus Nr. 21 ist ein gelistetes Baudenkmal. | Löhleinstraße |
| Löwenburgweg (Lage)           | 0160 | Löwenburg, Berg im Siebengebirge | 27. Dez. 1999 | Die Straße liegt im Neubaugebiet auf dem ehemaligen Volksfestgelände. | Löwenburgweg |
| Lohrbergweg (Lage)            | 0130 | Lohrberg, einer der sieben großen Berge des Siebengebirges | 27. Dez. 1999 | Die Straße liegt im Neubaugebiet auf dem ehemaligen Volksfestgelände. | Berlin-Dahlem Lohrbergweg |
| Lützelsteiner Weg (Lage)      | 0690 | Lützelstein (frz.: La Petite-Pierre), Gemeinde im Département Bas-Rhin im Elsass                                                                              | 21. Mai 1941 | Sie wurde als Straße 505 des Bebauungsplans zwischen 1910 und 1911 von der Kommission zur Aufteilung der Domäne Dahlem angelegt. Sie verläuft von der Garystraße zur Sundgauer Straße. Die Wohnsiedlung für US-Offiziere ist ein gelistetes Baudenkmal. | Lützelsteiner Weg |
| Markircher Weg (Lage)         | 0170 | Markirch (frz.: Sainte-Marie-aux-Mines), Hauptort des gleichnamigen Kantons im Département Haut-Rhin im Elsass                                                | 16. Aug. 1928 | Sie wurde als Straße 405 um 1920 von der Kommission zur Aufteilung der Domäne Dahlem angelegt. Er liegt in der Thielecksiedlung. | Markircher Weg |
| Marshallstraße (Lage)         | 0360 | George Frederic Marshall (1910–1942), Oberstleutnant der United States Army                                                                                   | 1. Dez. 1955 | Die Straße wurde Anfang der 1950er Jahre als Straße A des Bebauungsplans angelegt und erschließt das ehemalige Wohngebiet für US-Militärangehörige (US-Housing-Area). Sie führt von der Argentinischen Allee zum Hüttenweg. | Marshallstraße |
| Max-Eyth-Straße (Lage)        | 0550 (im Ortsteil) | Max Eyth (1836–1906), Ingenieur und Schriftsteller | 29. Juni 1911 | Anlage der Straße im Jahr 1910 als Straße 59. Sie führt von der Clayallee bis zur Pacelliallee. Der Teil nördlich der Max-Eyth-Straße gehört zu Schmargendorf. Die Häuser 7, 8 und 12a sind gelistete Baudenkmale. Im Haus Nr. 5 lebte der Regisseur Fritz Kortner, in Nr. 12 die Schauspielerin Zarah Leander, in Nr. 27 der Schauspieler Curd Jürgens und in Nr. 35 der Kontrabassist Rainer Zepperitz. | Max-Eyth-Straße |
| Meisenstraße (Lage)           | 0340 | Meisen, artenreiche Familie in der Ordnung der Sperlingsvögel, Unterordnung Singvögel                                                                         | 24. Okt. 1922 | Sie wurde 1911 als Straße 80 des Bebauungsplans von der Kommission zur Aufteilung der Domäne Dahlem angelegt und verläuft von der Gelfertstraße bis zur Clayallee. Im Haus Nr. 1 wohnte der Dirigent Wilhelm Furtwängler, in Nr. 4 die Schauspielerin Camilla Spira und in Nr. 6 der ehemalige Bundespräsident Richard von Weizsäcker. | Meisenstraße |
| Messelstraße (Lage)           | 0330 (im Ortsteil) | Alfred Messel (1853–1909), Architekt | 10. Apr. 1910 | Die Straße wurde 1938 in Ruhlandallee umbenannt, da Alfred Messel jüdischer Abstammung war, und 1947 wieder rückbenannt. Sie führt von der Clayallee zum Dohnenstieg. Der Teil nördlich der Pücklerstraße gehört zu Schmargendorf. Das Haus Nr. 1 ist ein gelistetes Baudenkmal. In der Messelstraße 7–11 wohnte der Generalsekretär der Kaiser-Wilhelm-Gesellschaft Ernst von Simson, auf dem Grundstück 13–29 (heute in Schmargendorf) hatte der Kaufhausbesitzer Wilhelm Wertheim eine Villa, die er 1938 verkaufen musste. Das Haus wurde abgerissen und das Grundstück parzelliert. Es entstand u. a. ein Wohnhaus für Leni Riefenstahl. | Messelstraße |
| Milowstraße (Lage)            | 0180 | Milow, Besitzer des Ritterhofes Dahlem, Vorgänger der Domäne Dahlem                                                                                           | 6. Dez. 1925 | Sie wurde 1922 als Straße 46 von der Kommission zur Aufteilung der Domäne Dahlem angelegt. Hier liegt die Wohnanlage des Preußischen Finanzministeriums. | Milowstraße |
| Miquelstraße (Lage)           | 0820 (im Ortsteil) | Johannes von Miquel (1828–1901), preußischer Staats- und Finanzminister                                                                                       | 2. Mai 1905 | Der vorherige Name war Straße 21. Sie verläuft vom Hohenzollerndamm bis zur Straße Im Dol. Der Teil nördlich der Pücklerstraße gehört zu Schmargendorf. Die Häuser Nr. 58, 66–68, Nr. 72, 83 und 90 sind gelistete Baudenkmal. Im Haus Nr. 66 (jetzt Dienstwohnung des Bundestagspräsidenten) lebte der Architekt Bruno Ahrends (Weiße Stadt), in der Nr. 57 der Philosoph Alfred Baeumler und der Intendant der Komischen Oper Walter Felsenstein. | Miquelstraße |
| Molsheimer Straße (Lage)      | 0310 | Molsheim, Stadt im Département Bas-Rhin in der Region Elsass.                                                                                                 | 16. Aug. 1928 | Sie wurde als Straße 117 des Bebauungsplans angelegt. Die Mühlenau-Grundschule ist ein gelistetes Baudenkmal. | Molsheimer Straße |
| Musäusstraße (Lage)           | 0200 | Johann Karl August Musäus (1735–1787), Schriftsteller | 24. Okt. 1922 | Sie wurde als Straße 72a des Bebauungsplans von der Kommission zur Aufteilung der Domäne Dahlem angelegt und führt von der Bitterstraße zum Kuckucksweg. Das Landhaus Supf in der Nr. 2 ist ein gelistetes Baudenkmal. Im Haus Nr. 4 wohnte die Schauspielerin Luise Ullrich. | Musäusstraße |
| Nebinger Straße (Lage)        | 0140 | Nébing (bis 1915, seitdem: Nebingen, frz.: Nébing), Gemeinde im Département Moselle in der Region Lothringen                                                  | 31. Aug. 1937 | Sie wurde als Straße 522 des Bebauungsplans angelegt. Sie führt von der Molsheimer Straße zur Leichhardtstraße. Im Haus Nr. 11 lebte der Theologe Helmut Gollwitzer. | Nebinger Straße |
| Oskar Helene Park (Lage)      | 0550 | Oskar-Helene-Heim (1914–2000) ehemalige orthopädische Privatanstalt für Kinder und Jugendliche                                                                | 15. Sep. 2015 | Die Ringstraße liegt auf dem neu erschlossenen Gelände des ehemaligen Oskar-Helene-Heims. Die Erschließungsstraße geht von der Clayallee ab und erschließt in einem Trapez das neu entstandene Wohngebiet. | |
| Otto-Appel-Straße (Lage)      | 0180 + 120 | Otto Appel (1867–1952), Phytomediziner | 3. Jan. 2001 | Die Straße liegt auf dem neu erschlossenen Gelände zwischen dem Staatsarchiv und der Königin-Luise-Straße. Die Erschließungsstraße geht von der Königin-Luise-Straße ab und führt zur Straße Im Winkel. | |
| Otto-Hahn-Platz (Lage)        | 0120 × 60 × 80 | Otto Hahn (1879–1968), Chemiker | 26. Nov. 1982 | Der von Reichensteiner Weg, Ehrenbergstraße und Altensteinstraße begrenzte Platz liegt gegenüber dem ehemaligen Wohnhaus von Otto Hahn in der Altensteinstraße 48. Der dreieckige Platz trug zuvor keinen Namen. | |
| Otto-von-Simson-Straße (Lage) | 0440 | Otto von Simson (1912–1993), Kunsthistoriker, Präsident der deutschen UNESCO-Kommission                                                                       | 8. Nov. 1999 | Von 1922 bis 1999 Kiebitzweg. Er wurde um 1915 als Straße 42 des Bebauungsplans von der Kommission zur Aufteilung der Domäne Dahlem angelegt und um 1919 befestigt. Die feierliche Umbenennung fand am 11. November 1999 statt. | Otto-von-Simson-Straße, FU Weiterbildungszentrum |
| Pacelliallee (Lage)           | 1330 | Eugenio Maria Giuseppe Giovanni Pacelli (1876–1958), von 1939 bis 1958 Papst Pius XII.                                                                        | 31. März 1949 | Der Teil des historischen Dahlemer Weges erhielt 1907 den Namen Cecilienstraße und 1909 Cecilienallee. 1949 erhielt die Allee auf Beschluss des Magistrats von Groß-Berlin den Namen Pacelliallee. Sie ist neben der Clayallee eine der wenigen Straßen in West-Berlin, die nach einer damals noch lebenden Person benannt wurden. Sie führt vom Platz am Wilden Eber zum Dorfkern Dahlem und geht dann in die Thielallee über. Im Haus Nr. 14 lebte der Bankdirektor Emil Georg von Stauß, später diente es als Dienstsitz des US-amerikanischen Stadtkommandanten. Heute wird es als Gästehaus der Bundesregierung genutzt. In der Nr. 27 lebte Reichsjustizminister Franz Gürtner und der Agrarwissenschaftler und Staatssekretär Eberhard Ramm, in der Nr. 19–21 der jüdische Wäschefabrikant Richard Semmel mit seiner privaten Kunstsammlung, 1933 floh er in die Niederlande und verkaufte von dort dem Essigfabrikanten Wilhelm Kühne das Haus weit unter Wert. Nach weit verbreiteten, aber unbelegten Angaben wohnte hier der Päpstliche Nuntius (und spätere Papst Pius XII.) Eugenio Pacelli. Allerdings wurde er noch während der Eigentümerschaft von Richard Semmel am 9. Dezember 1929 aus Berlin abberufen, um fortan als Kardinalstaatssekretär in Rom tätig zu sein. In der Nr. 31 lebte der Regisseur Wolfgang Staudte, in der Nr. 59 der Humorist Ludwig Manfred Lommel, im Pfarrhaus der Dorfkirche Dahlem der Theologe Martin Niemöller. Die Häuser 18, 43–45, 47 und 55 sind ebenfalls gelistete Baudenkmale. Auf dem Gelände der Domäne Dahlem stand bis zum 16. Dezember 1996 der Sendemast des AFN Berlin. Im September 2020 setzte sich der Antisemitismusbeauftragte der Bundesregierung, Felix Klein, für eine Umbenennung der Pacelliallee ein. Die Initiative Golda-Meir-Allee der Historiker Ralf Balke und Julien Reitzenstein startete dazu die Petition, die Straße in Golda-Meir-Allee umzubenennen. Im September 2021 entschied die BVV Steglitz-Zehlendorf für eine Beibehaltung des Namens und will zugleich Gedenkstelen insbesondere für frühere jüdische Villenbesitzer errichten. | AFN-Sendegebäude · Villa Stauss |
| Patschkauer Weg (Lage)        | 0250 (im Ortsteil) | Patschkau (pol.: Paczków), Stadt in Schlesien, heute im Powiat Nyski in Polen                                                                                 | 13. Juli 1934 | Von 1908 bis 1934 Goebenstraße, die südlich der Altensteinstraße in Lichterfelde diesen Namen bereits vor 1893 erhielt. In der Nr. 56 wohnte der Verleger Heinz Ullstein. | Patschkauer Weg |
| Pechüler Pfad (Lage)          | 0100 | Pechüle, Ortsteil von Bardenitz in Treuenbrietzen im Südwesten von Brandenburg                                                                                | 18. Feb. 1927 | Der Weg zwischen Podbielskiallee und Bernadottestraße wurde um 1915 von der Kommission zur Aufteilung der Domäne Dahlem angelegt. | Pechüler Pfad |
| Peter-Lenné-Straße (Lage)     | 0740 | Peter Joseph Lenné (1789–1866), preußischer Gartenkünstler und Landschaftsarchitekt des deutschen Klassizismus                                                | vor 1911 | Die Straße verläuft von der Archivstraße am Kaiser-Wilhelm-Platz zur Königin-Luise-Straße. Der südliche Abschnitt ist bereits auf der Karte von 1907 verzeichnet. Die Häuser Nr. 1, in dem sich das Ordenshaus der Freimaurerloge befindet, Nr. 7, Nr. 18, und Nr. 28–30 und Nr. 32–34 sind gelistete Baudenkmale. In der Nr. 14 der wohnte der Schauspieler Bernhard Minetti, in der Nr. 28–30 der Archäologe Theodor Wiegand, in der Nr. 32–34 der Physiker Ferdinand Kurlbaum, in der Nr. 40–42 der Außenminister Julius Curtius, in der Nr. 42 der Diplomat Hans Bernd von Haeften. | Peter-Lenné-Straße 32–34 · Peter-Lenné-Straße |
| Podbielskiallee (Lage)        | 1570 | Victor von Podbielski (1844–1916), preußischer Generalleutnant à la suite, Staatsminister und Landwirtschaftsminister sowie Staatssekretär des Reichspostamts | 2. Mai 1905 | Die Straße wurde 1901/1902 als eine der ersten Straßen von der Kommission zur Aufteilung der Domäne Dahlem angelegt. Sie führt vom Platz am Wilden Eber zur Englerallee. Hier liegt die Botschaft des Irans und der U-Bahnhof Podbielskiallee. Die Häuser Nr. 5, Nr. 25–27, Nr. 28, Nr. 34, Nr. 42, Nr. 57, Nr. 61, und die Königin-Luise-Stiftung sind gelistete Baudenkmale. In der Nr. 15 lebte der Bildhauer Arthur Lewin-Funcke, in der Nr. 14–18 der Unternehmer Wilhelm Quantmeyer, in der Nr. 42 der Boxer Max Schmeling und seine Frau, die Schauspielerin Anny Ondra. | Königin-Luise-Schule · Podbielskiallee 64 |
| Pritchardstraße (Lage)        | 0260 | Vernon Pritchard (1892–1949), US-amerikanischer Militär, von 1939 bis 1945 Kommandeur des 6. US-Infanterieregiments                                           | 21. Mai 1954 | Die Straße wurde Anfang der 1950er Jahre als Straße D des Bebauungsplans angelegt und erschließt das ehemalige Wohngebiet für US-Militärangehörige (US-Housing-Area). | Pritchardstraße |
| Pücklerstraße (Lage)          | 1180 | Erdmann von Pückler (1792–1869), Standesherr, preußischer Beamter und Politiker                                                                               | ab 1905 | Die Straße wurde 1900/01 von der Kommission zur Aufteilung der Domäne Dahlem angelegt. Zum Zeitpunkt ihrer Benennung führte sie vom Platz am Wilden Eber bis zur Parkstraße (heute: Bernadottestraße). 1913 erfolgte die Verlängerung in westlicher Richtung bis zur heutigen Clayallee, und seit 1950 verläuft sie nach der Einbeziehung der Straße S 93 bis zur Ecke Goldfinkweg in Dahlem. Sie bildet in ihrer ganzen Länge die Grenze zu Schmargendorf Das Haus Pücklerstraße 14 ist die Dienstvilla des Bundespräsidenten. Von 1999 bis 2001 wurde sie vom damaligen Bundeskanzler Gerhard Schröder benutzt. In der Nr. 18 wohnte der Filmproduzent Artur Brauner, in der Nr. 20 Martin Bormann, in der Nr. 43 die Sängerin Erna Sack. Die Nr. 36 ist ein Baudenkmal. Die Villa Pücklerstraße 42/44 wird von einem Garten umgeben, der ein gelistetes Gartendenkmal aus den Jahren 1940/41 ist. ist ebenfalls ein Baudenkmal. | Pücklerstraße |
| Reichensteiner Weg (Lage)     | 0320 (im Ortsteil) | Reichenstein (pol.: Złoty Stok), Stadt im Powiat Ząbkowice Śląskie in der Woiwodschaft Niederschlesien in Polen                                               | 13. Juli 1934 | Die Straße wurde in Dahlem um 1900 von der Kommission zur Aufteilung der Domäne Dahlem angelegt und hieß von 1905 bis 1934 Zietenstraße. Der Teil in Lichterfelde (südlich der Altensteinstraße) trug den Namen bereits seit 1895. Der Reichensteiner Weg führt von der Schwendener Straße zur Straße Unter den Eichen. Das Haus Nr. 24–26 ist ein gelistetes Baudenkmal. | Reichensteiner Weg |
| Reichshofer Straße (Lage)     | 0440 | Reichshofen (frz.: Reichshoffen), Stadt im Département Bas-Rhin in der Region Elsass                                                                          | 21. Mai 1941 | Vorher Straße 506. Am 1. November 1970 wurde der südliche Teil der Straße, der durch die Gebäude der Max-Planck-Gesellschaft vom Hauptteil der Straße abgetrennt war, in Von-Wettstein-Straße umbenannt. Sie führt von der Garystraße zur Leichhardtstraße. | Reichshofer Straße |
| Rheinbabenallee (Lage)        | 0030 | Georg von Rheinbaben (1855–1921), preußischer Politiker | 2. Mai 1905 | Der erste Name war ab 1885 Straße S 22. Nur das Grundstück Rheinbabenallee 49 gehört zum Ortsteil. Der Rest der Straße liegt in Schmargendorf. Auf dem Dahlemer Grundstück, das über die Pücklerstraße hinweg direkt am Platz am Wilden Eber liegt, steht ein Gebäude der FU (Frankreichzentrum). Vor der Bebauung mit Verwaltungsgebäuden standen hier Wohnhäuser, an einen in der NS-Zeit umgekommenen Bewohner erinnert ein Stolperstein (Bild). | Stolperstein vor Haus Nummer 49 |
| Ripleystraße (Lage)           | 0120 + 100 | George Ripley (1802–1880), US-amerikanischer Schriftsteller                                                                                                   | um 1957 | Die Straße erschließt eine ehemalige US-amerikanische Wohnsiedlung. | Ripleystraße |
| Rohlfsstraße (Lage)           | 0490 | Gerhard Rohlfs (1831–1896), Afrikaforscher | um 1919 | Die Straße wurde 1909/1910 von der Kommission zur Aufteilung der Domäne Dahlem angelegt und verläuft von der Schorlemerallee bis zur Englerallee. Im Haus Nr. 14 lebte der Generalmusikdirektor Erich Kleiber. | Rohlfsstraße |
| Rudeloffweg (Lage)            | 0470 | Max Rudeloff (1857–1929), Ingenieur, Professor des Materialprüfungswesens und Direktor des Königlichen Materialprüfungsamtes Berlin                           | 16. Mai 1938 | Die Straße wurde zwischen 1900 und 1901 von der Kommission zur Aufteilung der Domäne Dahlem angelegt und erhielt 1905 den Namen Friedbergstraße. Die Umbenennung erfolgte 1938. Sie führt von der Straße Unter den Eichen zur Kaiserswerther Straße. | Rudeloffweg |
| Rudi-Dutschke-Weg (Lage)      | 0330 | Rudi Dutschke (1940–1979), marxistischer Soziologe und Wortführer der westdeutschen und West-Berliner Studentenbewegung der 1960er Jahre                      | 1999 | Der Weg auf dem ehemaligen Obstbaugelände der FU erhielt im Frühjahr 1999 diesen Namen. | Rudi-Dutschke-Weg |
| Saargemünder Straße (Lage)    | 0540 | Saargemünd (frz.: Sarreguemines), Stadt im Département Moselle in der Region Lothringen                                                                       | 16. Aug. 1925 | Sie wurde als Straße 35a des Bebauungsplans angelegt und führt von der Clayallee bis zur Löhleinstraße und Brümmerstraße. Bis 1994 waren hier die Studios des Senders AFN Berlin. Heute befindet sich dort das Japanisch-Deutsche Zentrum Berlin. Die ehemaligen Dienstwohnungen für Luftwaffenangehörige Nr. 14–22 sind gelistete Baudenkmale. | Saargemünder Straße · Japanisch-Deutsches Zentrum |
| Schorlemerallee (Lage)        | 0740 | Clemens Freiherr von Schorlemer-Lieser (1856–1922), preußischer Landwirtschaftsminister                                                                       | vor 1920 | Die Straße wurde 1900/01 von der Kommission zur Aufteilung der Domäne Dahlem angelegt. Sie führt vom Breitenbachplatz zur Podbielskiallee. Die Häuser Nr. 6, Nr. 7a-23a, Nr. 12–12c, Nr. 14 und das Kupferhaus in Nr. 16, sind gelistete Baudenkmale. In der Nr. 7a wohnte der Regisseur Fritz Lang, in der Nr. 12 die Schauspielerin Brigitte Helm und in der Nr. 28 die Tänzerin La Jana. | Wohnhausgruppe Schorlemerallee 7a–23a · Kupferhaus in der Schorlemer Allee 16                                                                         |
| Schützallee (Lage)            | 0760 (im Ortsteil) | Franz Schütz (1857–1933), Direktor der Grunewald-Terrain AG, Gemeindevertreter                                                                                | 20. März 1929 | Sie wurde als Straße 303 des Bebauungsplans angelegt und erhielt 1927 den Namen Schützstraße. 1929 wurde sie bei Einbeziehung der Straße 118 in Schützallee umbenannt. Sie führt von der Onkel-Tom-Straße zur Berliner Straße. Lediglich der Abschnitt zwischen Sundgauer Straße und Berliner Straße liegt in Dahlem. Sie bildet die Grenze zu Zehlendorf. Die Thielecksiedlung ist ein gelistetes Baudenkmal. In der Nr. 136 wohnte der Maler Karl Schmidt-Rottluff. | Schützallee |
| Schweinfurthstraße (Lage)     | 1340 (im Ortsteil) | Georg August Schweinfurth (1836–1925), Afrikaforscher | 14. Mai 1909 | Sie wurde als Straße 23 zwischen 1900 und 1901 von der Kommission zur Aufteilung der Domäne Dahlem angelegt. Sie führt von der Heiligendammer Straße in Schmargendorf bis zur Englerallee. Die Reihenhaussiedlung Nr. 58–72 und das Haus Kohtz sind gelistete Baudenkmale, in dem der Architekt Otto Kohtz lebte. Im Haus Nr. 4 lebte die Schauspielerin Brigitte Horney und ihre Mutter, die Psychoanalytikerin Karen Horney, in Nr. 60 der CDU-Politiker Otto Lenz, in der Nr. 62 der Schauspieler Paul Edwin Roth und in der Nr. 66 die Schauspielerin Antje Weisgerber. | Wohnhaus Schweinfurthstr 90 · Haus Kohtz |
| Schwendenerstraße (Lage)      | 0720 | Simon Schwendener (1829–1919), Schweizer Botaniker und Universitätsprofessor                                                                                  | 13. Juli 1934 | Sie führt von der Altensteinstraße zur Habelschwerdter Allee. In der Nr. 1 befindet sich der Fachbereich Biologie, Chemie, Pharmazie der FU. Der vorherige Name war Humboldtstraße. Im Haus Nr. 1 lebt der Staatssekretär Erich Neumann, im Haus Nr. 12 der Verleger Alfred Hugenberg, in der Nr. 14 der Filmproduzent Dietrich von Theobald und in der Nr. 51 der Chef des Ersatzheeres Hans Jüttner. | Schwendenerstraße |
| Spechtstraße (Lage)           | 0400 | Spechte, artenreiche Vogelfamilie aus der Ordnung der Spechtvögel                                                                                             | vor 1892 | Sie führt von der Königin-Luise-Straße bis zur Starstraße. Das Haus Nr. 21–23 ist ein gelistetes Baudenkmal. In der Nr. 19 wohnte der sowjetische Oberst und Mitglied der Sowjetischen Militäradministration in Deutschland Sergei Iwanowitsch Tjulpanow. | Spechtstraße |
| Spilstraße (Lage)             | 0190 | nach dem märkischen Adelsgeschlecht ‚ Spil‘ (auch ‚Spiel‘) | 6. Dez. 1925 | Sie wurde Mitte der 1920er Jahre als Straße 46a von der Kommission zur Aufteilung der Domäne Dahlem angelegt. Sie verbindet die Lentzealle mit der Schorlemerallee. Sie liegt in der Wohnanlage des Preußischen Finanzministeriums. In der Nr. 3 wohnte Paul Fridolin Kehr, der Generaldirektor der Preußischen Staatsarchive. | Spilstraße |
| Starstraße (Lage)             | 0330 | Stare, eine artenreiche Vogelfamilie der Singvögel | um 1892 | Sie führt von der Clayallee zur Straße Am Hirschsprung. In der Nr. 7 wohnte der Schauspieler Rudolf Platte. | Starstraße |
| Stewardstraße (Lage)          | 0550 | George Steward, Chefarzt des US-amerikanischen Militärhospitals in Berlin                                                                                     | 27. März 1953 | Die Straße wurde Anfang der 1950er Jahre als Straße B des Bebauungsplans angelegt und erschließt das ehemalige Wohngebiet für US-Militärangehörige (US-Housing-Area). | Stewardstraße |
| Sundgauer Straße (Lage)       | 0400 (im Ortsteil) | Sundgau, Landschaft im südlichen Bereich des Départements Haut-Rhin in der Region Elsass                                                                      | 12. Feb. 1932 | Vor der Benennung war es die Straße 408 des Bebauungsplans. Am 19. Dezember 1934 wurde der Abschnitt von der Wannseebahn bis zur Finckensteinallee ebenfalls in Sundgauer Straße benannt. Weitere Verlängerungen bis zum Dahlemer Weg wurden 1961 und 1973 in Sundgauer Straße benannt. Sie führt von der Clayallee über Schützstraße und auf Zehlendorfer Gebiet über die Berliner Straße zum Dahlemer Weg. | Sundgauer Straße |
| Takustraße (Lage)             | 0650 | Taku-Forts, Befestigungsanlagen bei Tianjin, benannt nach der Erstürmung des Forts während des Boxeraufstandes am 17. Juni 1900                               | 1906 | Sie wurde zwischen 1900 und 1903 als Straße 16 von der Kommission zur Aufteilung der Domäne Dahlem angelegt. 1927 wurde der mit Ausnahme von zwei Hausnummern in Lichterfelde liegende Teil der Takustraße zwischen Altensteinstraße und Malvenstraße, die Verlängerung der bereits seit 1908 in Lichterfelde existierenden Limonenstraße, in Limonenstraße umbenannt. Sie führt von der Schwendenerstraße zur Königin-Luise-Straße. Hier liegen das Institut für Chemie und Biochemie der FU (Nr. 3 und Nr. 6) und das Institut für Informatik der FU (Nr. 9). In der Nr. 3 wohnte der Architekt Alex Baerwald. | Institut für Chemie und Biochemie – Physikalische und Theoretische Chemie                                                                             |
| Taylorstraße (Lage)           | 0720 | Zachary Taylor (1784–1850), US-amerikanischer General und Politiker                                                                                           | 1. Dez. 1955 | Die Straße wurde Anfang der 1950er Jahre als Straße D des Bebauungsplans angelegt und erschließt das ehemalige Wohngebiet für US-Militärangehörige (US-Housing-Area). | Taylorstraße |
| Thanner Pfad (Lage)           | 0100 | Thann, Stadt im Département Haut-Rhin in der ehemaligen Region Elsass                                                                                         | 20. März 1929 | Der vorherige Name war Straße 401a des Bebauungsplans. Er liegt in der Thielecksiedlung. | Thanner Pfad |
| Thielallee (Lage)             | 1900 | Hugo Thiel (1839–1918), Politiker, Vorsitzender der Kommission zur Aufteilung der Domäne Dahlem                                                               | 1911 | Sie führt von der Königin-Luise-Straße zur Straße Unter den Eichen. Hier liegen der Hahn-Meitner-Bau der FU (Haus-Nr. 63), der Thiel- und Triestpark, die „Silberlaube“ der FU mit der Philologischen Bibliothek, das Gemeindehaus der Ev. Kirchengemeinde Dahlem. Weitere gelistete Baudenkmale sind die Thielecksiedlung, die Wohnhausgruppe Nr. 20–24, die Landarbeiterhäuser Nr. 2–4, das Wohnhaus Nr. 8, das Haus Nr. 10, das Kaiser-Wilhelm-Institut für Experimentelle Therapie Nr. 69 und 73. Lise Meitner und der Präsident der Reichsfilmkammer Carl Froelich wohnten im Haus Nr. 67, in der Nr. 89 der Reichsfinanzminister Johann Ludwig Graf Schwerin von Krosigk und in der Nr. 101 die Reichsfrauenführerin Gertrud Scholtz-Klink. | Otto-Hahn-Bau · Gemeindehaus der Ev. Kirchengemeinde Dahlem                                                                                           |
| Thielplatz (Lage)             | 0 | Hugo Thiel (1839–1918), Politiker, Vorsitzender der Kommission zur Aufteilung der Domäne Dahlem                                                               | um 1910 | Der gesamte Grünzug, der heute den Thielpark bildet, wurde im „Aufteilungsplan der Domäne Dahlem“ als Thielplatz benannt und gab dem U-Bahnhof Thielplatz seinen Namen. In den 1950er Jahren bürgerte sich für den Grünzug der Name Thielpark ein, der Name des U-Bahnhofs wurde seinerzeit aber nicht geändert. Der U-Bahnhof wurde 2016 in Freie Universität (Thielplatz) umbenannt. | Der Thielpark, früher Thielplatz genannt |
| Tom-Sawyer-Weg (Lage)         | 0110 | Tom Sawyer, Titelfigur in Mark Twains Roman Die Abenteuer des Tom Sawyer                                                                                      | 13. Feb. 2001 | Der Fußweg verbindet das Neubaugebiet auf dem ehemaligen Volksfestgelände mit der Marshallstraße. Hier befindet sich das „Kinderhaus Tom Sawyer“. | Tom-Sawyer-Weg |
| Trumanplaza (Lage)            | 0210 × 160 | Harry S. (1884–1972), US-amerikanischer Präsident | um 1950 | Die Trumanplaza umfasste das Gebiet zwischen Clayallee, Hüttenweg, Marshallstraße und Argentinischer Allee. Hier befand sich bis 1994 ein Shopping-Center und andere Einrichtungen für US-Militärangehörige. Derzeit (2012) entsteht dort das Wohngebiet „Fünf Morgen Dahlem Urban Village, Berlin“ mit rund 100 Wohneinheiten. | Berlin-Dahlem Trumanplaza |
| Umgehungschaussee (Lage)      | 1000 | Chaussee, aus dem Französischen übernommene Bezeichnung für eine gut ausgebaute Landstraße                                                                    | ungewidmet | Die Umgehungschaussee ist ein Waldweg, der vom Hüttenweg, in der Nähe des Fenngrabens, in großem Bogen um das Jagdschloss Grunewald am Grunewaldsee bis zur Koenigsallee verläuft. Es ist keine gewidmete Straße, im Straßenverzeichnis unter Nummer 5721 ist die Umgehungschaussee Käutzchensteig als FOST (Forststraße) angegeben. | Berlin-Dahlem Umgehungschaussee |
| Unter den Eichen (Lage)       | 0850 (im Ortsteil) | Eichen, Pflanzengattung aus der Familie der Buchengewächse, Straßenbegleitgrün                                                                                | 6. Jan. 1911 | Von 1792 bis 1911 war es die Potsdamer Chaussee. Der Name wurde nach der Bepflanzung mit Eichen gewählt. Zu Dahlem gehört nur der Abschnitt zwischen Habelschwerdter Allee und Schützallee. Das Straßenland gehört zu Lichterfelde. Der Gebäudekomplex des ehemaligen Kaiserlichen Gesundheitsamtes ist ein gelistetes Baudenkmal. Bekannt ist außerdem die hier beheimatete Bundesanstalt für Materialprüfung. | Unter den Eichen |
| Van’t-Hoff-Straße (Lage)      | 0480 | Jacobus Henricus van’t Hoff (1852–1911), niederländischer Chemiker erster Nobelpreisträger für Chemie                                                         | um 1914 | Die Straße im Universitätsviertel wurde 1909/1910 von der Kommission zur Aufteilung der Domäne Dahlem angelegt. Hier befinden sich die Mensa der FU, und der Fachbereich Rechtswissenschaften, das Fritz-Haber-Institut für Elektronenmikroskopie, und das Fritz-Haber-Institut der Max-Planck-Gesellschaft. Das Wohnhaus Nr. 15 ist ebenfalls ein gelistetes Baudenkmal. In der Nr. 2–4 lebte der Biochemiker Adolf Butenandt. | Gebäude des Fritz-Haber-Instituts |
| Vogelsang (Lage)              | 0430 | Vogelgesang, Lautäußerungen von Vögeln | um 1892 | Die Straße verbindet die Königin-Luise-Straße mit der Straße Im Dol. Der Name ist ein Hinweis auf die zahlreichen Vogelarten, die damals den baumbestandenen Mittelstreifen der Straße bevölkerten, er steht im Kontext zu den benachbarten Straßen mit Vogelnamen. Die Wohnhausgruppe Nr. 9–15a ist ein gelistetes Baudenkmal. Im Haus Nr. 9 wohnte der Reichsbankpräsident Hjalmar Schacht und der Schauspieler Heinz Spitzner, in Nr. 10 der Verleger Karl Ullstein. | Vogelsang |
| Von-Laue-Straße (Lage)        | 0310 | Max von Laue (1879–1960), Physiker und Nobelpreisträger | 1. Juni 1961 | Der vorherige Name von 1905 bis 1961 war Herrfurthstraße. Ein Abschnitt der Straße wurde 1930 in Wassermannplatz umbenannt (heute: Corrensplatz). Sie führt von der Straße Unter den Eichen zur Ladenbergstraße. | Von-Laue-Straße |
| Von-Wettstein-Straße (Lage)   | 0130 | Fritz von Wettstein (1895–1945), österreichischer Botaniker                                                                                                   | 1. Nov. 1970 | 1970 wurde der südliche Teil der Reichshofer Straße, der durch die Gebäude der Max-Planck-Gesellschaft vom Hauptteil der Straße abgetrennt war, in Von-Wettstein-Straße umbenannt. | Von-Wettstein-Straße |
| Wachtelstraße (Lage)          | 0420 | Wachtel, ein ungefähr starengroßer, im Verborgenen lebender Hühnervogel                                                                                       | vor 1910 | Die Straße verläuft von Im Dol bis zur Straße Am Hirschsprung. | Wachtelstraße |
| Waltraudstraße (Lage)         | 0630 | Waltraud, weiblicher Vorname | um 1900 | Die Straße wurde um 1900 von der Zehlendorf-Grunewald AG angelegt. Sie führt von der Sophie-Charlotte-Straße zur Argentinischen Allee. Sie bildet die Grenze zu Zehlendorf. In der Nr. 5 wohnte der Komponist Heino Gaze, in der Nr. 15 der Chemiker Paul Rosbaud. | Waltraudstraße |
| Wichernstraße (Lage)          | 0360 (im Ortsteil) | Johann Hinrich Wichern (1808–1881), Theologe | vor 1911 | Die Straße führt von der Schwendenerstraße zur Altensteinstraße. In der Nr. 7 lebte der Regisseur Paul Verhoeven, in Nr. 14 die Schauspielerin Ilse Steppat, in der Nr. 20 der Diplomat Friedrich Gaus. | Wichernstraße |
| Wolkenburgweg (Lage)          | 0260 | Wolkenburg, Berg im Siebengebirge im Stadtgebiet von Königswinter und Bad Honnef                                                                              | 27. Dez. 1999 | Die Straße liegt im Neubaugebiet auf dem ehemaligen Volksfestgelände. | Wolkenburgweg |

## Ehemalige und umbenannte Straßen
Die Domäne Dahlem ist als Vorort Berlins erstmals im Adressbuch von 1905 verzeichnet. Auf dem Stadtplan von 1907 ist die Gemarkung Dahlem in gelb dargestellt. Die Straßenzüge um den Kaiser-Wilhelm-Platz sind trassiert aber unbebaut und decken sich nicht mit den ausgeführten Straßen. Im Adressbuch 1904 ist die Karte der „Handelsgesellschaft für Grundbesitz“ angegeben, südlich der Hundekehlestraße ist der Forst Grunewald verzeichnet.
Folgende Straßen für Dahlem sind enthalten, hinzu kommen die Straßen im Vorort Dahlem, die zu benachbarten Postbezirken gehören. Teilweise sind die Trassenangaben auf der linken Seite hin und rechts zurück markiert.
- Altensteinstraße: Werderstraße – Gustav-Meyer-Straße – Straße 29 – Straße 15 – Fabeckstraße – Werderstraße. Von Werder- bis Willdenowstraße gehört die Straße zum Postbezirk Groß-Lichterfelde und von Wildenowstraße bis Dahlemer Chaussee zum Postbezirk Steglitz. Zwischen 1901 und dem 2. Mai 1905 wurde sie als Altensteinallee angelegt.
- Bötticherstraße: ab Potsdamer Chaussee unbebaut.
- Fontanestraße:  Potsdamer Chaussee – Straße 3a unbebaut[206]
- Friedenthalstraße (seit 1938):[207] Schellendorffstraße:[208] ab Hundekehlestraße unbebaut[206]
- Hammersteinstraße:[208] ab Warnemünder Straße unbebaut[206]
- Herrfurthstraße:  ab Potsdamer Chaussee unbebaut[206]
- Heydenstraße:[208] ab Hundekehlestraße unbebaut[206]
- Königsmarckstraße:[209] Hohenzollerndamm unbebaut[206]
- Lansstraße: ab Steglitzer Chaussee unbebaut[206]
- Luciusstraße:[208] Hundekehlestraße unbebaut[206]
- Miquelstraße:[210] ab Steglitzer Chaussee unbebaut
- Podbielskiallee: ab Steglitzer Chaussee ein Neubau
- Sachsallee: ab Steglitzer Chaussee unbebaut, auch noch 1920[206] unbebaut.
- Selchowstraße:[208] ab Hundekehlestraße unbebaut, auch noch 1920[206] unbebaut.
- Straße 15: Altensteinstraße – Straße 29
- Warnemünderstraße:[208] ab Hundekehlestraße unbebaut[206]
- Werderstraße:  ab Altensteinstraße: unbebaut[206]
- Willdenowstraße:[211] ab Potsdamer Chaussee: unbebaut[206]

Zum Postbezirk Groß-Lichterfelde gehörende Straßen:
- Fabeckstraße: Potsdamer Chaussee – Altensteinstraße – Steglitzer Chaussee – Altensteinstraße – Potsdamer Chaussee
- Friedbergstraße: Potsdamer Chaussee – Ladenbergstraße – Straße 27 – Ladenbergstraße – Potsdamer Chaussee
- Goßlerstraße: Potsdamer Chaussee – Ladenbergstraße – Potsdamer Chaussee
- Ladenbergstraße: Altensteinstraße – Werderstraße – Goßlerstraße – Friedbergstraße – Herrfurthstraße – Friedbergstraße – Goßlerstraße – Werderstraße
- Potsdamer Chaussee: [212] Steglitzer Feldmark – (Nr. 10: Botanischer Garten gehört zum Postbezirk Steglitz) – Groß-Lichterfelder Feldmark – Goßlerstraße – Friedbergstraße – Herrfurthstraße – Bötticherstraße – (Kaiserliches Reichsgesundheitsamt) – Groß-Lichterfelder Feldmark – (Kaiserliches Materialprüfungsamt) – Straße 3a – Groß-Lichterfelder Feldmark
- Pücklerstraße: Rheinbabenallee – (ein Neubau) – Miquelstraße – Parkstraße
- Rheinbabenallee: Pücklerstraße – (ein Neubau) – Hammersteinstraße
- Straße 3: Potsdamer Chaussee – Fontanestraße – Potsdamer Chaussee
- Ziethenstraße: Potsdamer Chaussee – Altensteinstraße – Potsdamer Chaussee

Zum Postbezirk Grunewald gehörende Straßen:
- Cronbergerstraße:  Hohenzollerndamm – Königsmarckstraße – Grunewald – Königsmarckstraße – Hohenzollerndamm – Parkstraße[206]
- Hohenzollern-Damm: Parkstraße – Miquelstraße – Rheinbabenallee – Hundekehlestraße – Cronberger Straße – Königsmarckstraße
- Hundekehlestraße:[208] Hohenzollerndamm – Rheinbabenallee – Luciusstraße – Friedenthalstraße – Heydenstraße – Selchowstraße – Warnemünder Straße – Schmargendorfer Feldmark
- Parkstraße: [206] Straße 40 – Pücklerstraße – Hammersteinstraße – Heydenstraße – Luciusstraße – Hohenzollerndamm – Cronberger Straße – Königsmarckstraße – Hagenstraße – Grunewald

Zum Postbezirk Steglitz gehörende Straße:
- Steglitzer Chaussee:  Grunewaldstraße – Steglitzer Feldmark – Sachsallee – Podbielskiallee – (Kaiserliches Gesundheitsamt) – (Versuchsfelder der Kgl. Landw. Hochschule) – (Windmühle) – (Beamtenhäuser des Domänen-Fiskus) – Straße 40 – (Kirche) – (Arbeiterhaus des Domänen-Fiskus) – Straße 40 – (Arbeiterhaus des Domänen-Fiskus) – Straße 48 – (IV., V. VI. Arbeiterhaus des Domänen-Fiskus) – Landstraße – Gustav Meyerstraße – Altensteinstraße – (Neubau des Botanischen Museums, Pharmazeutisches Institut) – Grunewaldstraße – Steglitzer Feldmark

Die 1905 angegebenen Straßen wurden teilweise umbenannt oder kamen durch die Bezirksreform von 1938 zu benachbarten Ortsteilen.
- Cronberger Straße:  Die Cronberger Straße führt nach dem Adressbuch von 1920 über die Grenze von Dahlem nach Norden[213][214] weiter über die Hagenstraße nach Grunewald. Durch die Bezirksreform von 1938 kam sie in voller Länge zu Grunewald, seit 4. Juli 1929 in der Schreibung mit K als Kronberger Straße.
- Dorfstraße:  Die Straße des ehemaligen Dorfs Dahlem wurde zwischen 1889 und 1901 angelegt und im März 1906 als zentrale Straße des Villenvororts in Königin-Luise-Straße benannt.
- Fontanestraße:  Die Straße war südlich der Potsdamer Chaussee (Unter den Eichen) schon vor 1893 am S-Bahnhof Lichterfelde-West angelegt worden und gehörte bis zur Bezirksreform am 1. April 1938 zu Dahlem. Sie wurde am 10. November 1971 auf Grund der Vielzahl gleichnamiger Straßen in Adolf-Martens-Straße benannt.
- Herrfurthstraße (seit 2. Mai 1905): wurde am 1. Juni 1961 in Von-Laue-Straße umbenannt, ein Abschnitt wurde 1930 in Wassermannplatz (seit 1938: Corrensplatz) umbenannt. Benannt war sie nach dem Juristen und Politiker Ernst Ludwig Herrfurth (1830–1900). Er verbesserte das Kommunalrecht 1892 mit der Durchsetzung seines Entwurfs einer Landgemeindeordnung für die sechs östlichen Provinzen Preußens. Auf der karte von 1920 als Erfurthstraße[215] bezeichnet im Adressbuch allerdings[206] als Herrfurthstraße.
- Parkstraße:  Sie war benannt nach dem Messelpark (früherer Ruhlandpark) an dem die Straße entlangführte. Die Straße wurde zwischen 1902 und 1911 in drei Bauabschnitten von der Kommission zur Aufteilung der Domäne Dahlem angelegt. Sie verlief nördlich des Parks von der Spohrstraße in Grunewald zur Pacelliallee in Dahlem. Am 4. April 1934 erfolgte die Abtrennung des nordwestlichen Abschnitts zwischen Spohr- und Hagenstraße und das Einbeziehen in den seit 24. Oktober 1922 in Grunewald bestehenden Wildpfad. Der verbliebene Teil der Parkstraße wurde 1934 in Helfferichstraße umbenannt und am 6. Februar 1958 in Bernadottestraße. Karl Theodor Helfferich (1872–1924) war Wirtschaftswissenschaftler, Bankier und Politiker und nach 1918 führender Vertreter der deutschen Rechten.
- Potsdamer Chaussee (Berlin-Potsdamer Chaussee): Die Hauptstraße zwischen Steglitz und Potsdam war seit 1792 angelegt und führte mit einem Abschnitt durch Dahlem.[212] Als Abschnitt der 1911 eingeführten Ordnung als Reichsstraße 1 wurde sie am 6. Januar 1911 nach der Randbepflanzung als Unter den Eichen benannt.[215]
- Sachs-Allee: [215] Die Sachsallee wurde um 1900 von der Kommission zur Aufteilung der Domäne Dahlem angelegt und 1903 befestigt. Die Sachsallee gehörte bis zum 1. April 1938 ausschließlich zu Dahlem. Durch eine Verschiebung der Bezirksgrenzen im Jahre 1938 verläuft sie durch Steglitz. In Dahlem erfolgte am 17. September 1938 die Umbenennung in Englerallee. Namensgebend für die Sachsallee war der Schumacher, Meistersinger und Dichter Hans Sachs (1494–1576).
- Straße 17: Im Adressbuch 1910[216] ist sie zwischen Altensteinstraße und der Gemarkung Groß Lichterfelde genannt.
- Straße 3 und Straße 30:[215] Beide Straßen wurden von der Kommission zur Aufteilung der Domäne Dahlem ab 1913 angelegt und bereits 1915 fertiggestellt. Die Straße 3 wurde am 16. August 1928 in Harnackstraße benannt, wobei die anfängliche Trasse über die Dahlemer Gemarkungsgrenze von der Berliner Straße her ab Leichhardstraße verkürzt wurde. Die parallele Straße 30 wurde am gleichen Tag in Ihnestraße umbenannt und beginnt an der Schützallee, der Ortsteilgrenze. Die Straßen liegen im Universitätsviertel.
- Straße 40: Sie ist im Adressbuch 1910[217] unter Post Steglitz genannt. Sie liegt an der Königin-Luise-Straße auf einem Teilstück der im Adressbuch 1905 beschriebenen Steglitzer Chaussee, die 1906[218] noch und 1907[219] nicht mehr aufgeführt ist. Im Stadtplan von 1907 ist die Trasse der Steglitzer Chaussee in die Königin-Luise-Straße eingebunden und wäre wohl der geplanten Straße zur Villenkolonie Zehlendorf-Grunewald zugeordnet gewesen.
- Werderstraße (seit 12. September 1895): wurde am 13. Juli 1934 in Habelschwerdter Allee umbenannt. Die Werderstraße wurde um die Jahrhundertwende in verschiedenen Bauabschnitten zur Aufteilung der Domäne Dahlem angelegt und lag auf Zehlendorfer Gebiet. Benannt war sie nach dem Militär August Leopold Karl Wilhelm 1. Graf von Werder (1808–1887), der auf Grund der militärischen Erfolge vom Kaiser den Grafentitel verliehen bekam.
- Ziethenstraße:  wurde am 13. Juli 1934 in Reichensteiner Weg umbenannt. Sie war benannt nach dem preußischen Militär Hans Joachim von Zieten (1699–1786). Durch die Einbeziehung der Vororte zu Groß-Berlin gab es mehrere gleichnamige Straße in der größeren Stadt.

## Weitere Örtlichkeiten im Dahlem

### Wohnsiedlungen
- Thielecksiedlung von 1927 bis 1930
- Wohnsiedlung für US-Militärangehörige (US-Housing-Area)

### Parks
- Dreipfuhlpark (7770, Lage) er liegt am Dreipfuhl mit einer Südspitze zur Schützallee zwischen Sudgauer Straße, Lützelsteiner Weg, Reichshofer Straße und dem Max-Planck-Institut am Südwestrand des Ortsteils auf 5,8 Hektar.[220]
- Erlenbusch (8128, Lage) liegt südlich der Straße Am Erlenbusch entlang und grenzt im Osten an die Englerallee. Er belegt eine Fläche von nahezu 2,6 Hektar.[220]
- Finkenpark (7756, Lage) liegt auf 4,1 Hektar[220] östlich der Clayallee zwischen Finkenweg und Starstraße / nördliche Grundstücke von Im Dol. Hirschsprung und Heinrich-Stahl-Weg kreuzen und teilen die Grünfläche, am Ostrand (Max-Eyth-Straße) liegt der Finkenteich.
- Messelpark (7804, Lage) liegt südlich der Pücklerstraße im Ortsteil und über die Pacelliallee hinweg zwischen Messelstraße / Im Dol und der Bernadottestraße. Die Fläche[220] im Ortsteil beträgt 4,3 Hektar, im Parkteil östlich der Pacelliallee liegt der Messelteich. Er setzt sich nördlich in Schmargendorf fort.
- Thielpark (7834, Lage) liegt nördlich und südlich vom U-Bahnhof Thielplatz, im Westen von Auf dem Grat und Faradayweg und im Osten von Im Schwarzen Grund und Landoldtweg begrenzt[220] auf einer Fläche[220] von 10,2 Hektar.
- Triestpark (7900, Lage): ist auf 1,3503 Hektar[220] die östliche Fortsetzung des Thielparks über die Thielallee hinweg zwischen Landg, Habelschwerdter Alle und Kaiserswerther Straße.
- Waldpark Onkel-Tom-Straße (Lage) mit der Straßennummer 8132 liegt er über die Ortsteilgrenze zu Zehlendorf (Onkel-Tom-Siedlung) hinweg zum Fenngraben hin im Nordwesten des Ortsteils – östlich der Onkel-Tom-Straße. Er wird vom Wannseeweg durchquert.

### Sonstige Anlagen
- Grunewald (Forst): Dachsheide, NSG Langes Luch
- Campus der FU
- Museumszentrum Berlin-Dahlem
- mehrere Institute der Max-Planck-Gesellschaft
- ehemaliges Krankenhaus: Oskar-Helene-Heim
- Friedhof Dahlem
- Waldfriedhof Dahlem
- Domäne Dahlem
- ehemaliges Luftgaukommando III, später US Headquarters Command